# Brazília a 2004. évi nyári olimpiai játékokon
Brazília a görögországi Athénban megrendezett 2004. évi nyári olimpiai játékok egyik részt vevő nemzete volt. Az országot az olimpián 26 sportágban 243 sportoló képviselte, akik összesen 10 érmet szereztek.

## Érmesek
| Érem  | Versenyző | Sportág        | Versenyszám        |
| ----- | --- | -------------- | ------------------ |
| Arany | Rodrigo Pessoa | Lovaglás       | Díjugratás, egyéni |
| Arany | Nemzeti válogatott Ricardo Garcia Nalbert Bitencourt Sérgio Dutra Santos Gustavo Endres Giovane Gávio Gilberto Godoy Filho Dante Guimarães Amaral André Heller Maurício Lima André Nascimento Anderson Rodrigues Rodrigo Santana | Röplabda       | Férfi              |
| Arany | Emanuel Rego Ricardo Santos | Strandröplabda | Férfi              |
| Arany | Marcelo Ferreira Torben Grael | Vitorlázás     | Férfi csillaghajó  |
| Arany | Robert Scheidt | Vitorlázás     | Laser              |
| Ezüst | Nemzeti válogatott Aline Andréia Cristiane Daniela Dayane Elaine Formiga Grazielle Juliana Maravilha Marta Maycon Mônica Pretinha Renata Costa Rosana Roseli Tânia                                                               | Labdarúgás     | Női                |
| Ezüst | Shelda Bede Adriana Behar | Strandröplabda | Női                |
| Bronz | Vanderlei de Lima | Atlétika       | Férfi maraton      |
| Bronz | Leandro Guilheiro | Cselgáncs      | Férfi könnyűsúly   |
| Bronz | Flávio Canto | Cselgáncs      | Férfi váltósúly    |

## Asztalitenisz
Férfi
| Versenyző                  | Versenyszám | 64-es főtábla                                              | 48-as főtábla                                                                          | 32-es főtábla     | Nyolcaddöntő      | Negyeddöntő       | Elődöntő          | Döntő             | Helyezés |
| Versenyző                  | Versenyszám | Ellenfél Eredmény                                          | Ellenfél Eredmény                                                                      | Ellenfél Eredmény | Ellenfél Eredmény | Ellenfél Eredmény | Ellenfél Eredmény | Ellenfél Eredmény | Helyezés |
| -------------------------- | ----------- | ---------------------------------------------------------- | -------------------------------------------------------------------------------------- | ----------------- | ----------------- | ----------------- | ----------------- | ----------------- | -------- |
| Hugo Hoyama                | Egyes       | Tomasz Krzeszewski (POL) · 10-12, 4-11, 4-11, 8-11         | kiesett                                                                                | kiesett           | kiesett           | kiesett           | kiesett           | kiesett           | 49.      |
| Thiago Monteiro            | Egyes       | Mohammadrezá Paszand (IRI) · 11-8, 11-13, 11-9, 11-7, 11-5 | Li Ching (HKG) · 6-11, 11-9, 7-11, 9-11, 5-11                                          | kiesett           | kiesett           | kiesett           | kiesett           | kiesett           | 33.      |
| Hugo Hanashiro Hugo Hoyama | Páros       |                                                            | Németország (GER) · Lars Hielscher · Jörg Roßkopf · 11-9, 8-11, 5-11, 11-5, 9-11, 7-11 | kiesett           | kiesett           | kiesett           | kiesett           | kiesett           | 25.      |

Női
| Versenyző                     | Versenyszám | 64-es főtábla                                             | 48-as főtábla                                                                               | 32-es főtábla     | Nyolcaddöntő      | Negyeddöntő       | Elődöntő          | Döntő             | Helyezés |
| Versenyző                     | Versenyszám | Ellenfél Eredmény                                         | Ellenfél Eredmény                                                                           | Ellenfél Eredmény | Ellenfél Eredmény | Ellenfél Eredmény | Ellenfél Eredmény | Ellenfél Eredmény | Helyezés |
| ----------------------------- | ----------- | --------------------------------------------------------- | ------------------------------------------------------------------------------------------- | ----------------- | ----------------- | ----------------- | ----------------- | ----------------- | -------- |
| Lígia da Silva                | Egyes       | Cecilia Otu Offiong (NGR) · 8-11, 6-11, 11-9, 10-12, 8-11 | kiesett                                                                                     | kiesett           | kiesett           | kiesett           | kiesett           | kiesett           | 49.      |
| Mariany Nonaka Lígia da Silva | Páros       |                                                           | Csehország (CZE) · Renáta Štrbíková · Alena Vachovcová · 2-11, 4-11, 11-7, 11-6, 9-11, 9-11 | kiesett           | kiesett           | kiesett           | kiesett           | kiesett           | 25.      |

## Atlétika
Férfi
| Versenyző                                               | Versenyszám     | Előfutam | Előfutam | Előfutam | Negyeddöntő | Negyeddöntő | Negyeddöntő | Elődöntő | Elődöntő | Elődöntő | Döntő         | Döntő         |
| Versenyző                                               | Versenyszám     | Idő      | Hely.    | Össz.    | Idő         | Hely.       | Össz.       | Idő      | Hely.    | Össz.    | Idő           | Helyezés      |
| ------------------------------------------------------- | --------------- | -------- | -------- | -------- | ----------- | ----------- | ----------- | -------- | -------- | -------- | ------------- | ------------- |
| Vicente Lima                                            | 100 m           | 10,23    | 4.       | 20.*     | 10,26       | 3.          | 25.         | 10,28    | 8.       | 11.**    | kiesett       | kiesett       |
| Jarbas Mascarenhas Júnior                               | 100 m           | 10,34    | 4.       | 35.      | 10,30       | 7.          | 31.         | kiesett  | kiesett  | kiesett  | kiesett       | kiesett       |
| André da Silva                                          | 100 m           | 10,28    | 4.       | 27.**    | 10,34       | 8.          | 33.         | kiesett  | kiesett  | kiesett  | kiesett       | kiesett       |
| Basílio de Moraes Júnior                                | 200 m           | 21,14    | 8.       | 44.      | kiesett     | kiesett     | kiesett     | kiesett  | kiesett  | kiesett  | kiesett       | kiesett       |
| Cláudio Sousa                                           | 200 m           | 20,70    | 4.       | 22.      | 20,64       | 5.          | 19.         | kiesett  | kiesett  | kiesett  | kiesett       | kiesett       |
| Anderson dos Santos                                     | 400 m           | 48,77    | 8.       | 56.      |             |             |             | kiesett  | kiesett  | kiesett  | kiesett       | kiesett       |
| Osmar dos Santos                                        | 800 m           | 1:45,90  | 4.       | 14.      |             |             |             | 1:48,23  | 7.       | 22.      | kiesett       | kiesett       |
| Hudson de Souza                                         | 1500 m          | 3:40,78  | 7.       | 22.      |             |             |             | 3:38,83  | 9.       | 9.       | kiesett       | kiesett       |
| Matheus Facho Inocêncio                                 | 110 m gát       | 13,45    | 2.       | 16.      | 13,33       | 1.          | 7.          | 13,34    | 4.       | 9.       | 13,49         | 7.            |
| Márcio de Souza                                         | 110 m gát       | 13,43    | 4.       | 13.      | 13,54       | 5.          | 19.         | kiesett  | kiesett  | kiesett  | kiesett       | kiesett       |
| Vanderlei de Lima                                       | Maraton         |          |          |          |             |             |             |          |          |          | 2:12:11       |               |
| André Luiz Ramos                                        | Maraton         |          |          |          |             |             |             |          |          |          | nem ért célba | nem ért célba |
| Rômulo Wagner                                           | Maraton         |          |          |          |             |             |             |          |          |          | nem ért célba | nem ért célba |
| José Alessandro Baggio                                  | 20 km gyaloglás |          |          |          |             |             |             |          |          |          | 1:23:33       | 14.           |
| Sérgio Galdino                                          | 50 km gyaloglás |          |          |          |             |             |             |          |          |          | 4:05:02       | 26.           |
| Mário dos Santos Júnior                                 | 50 km gyaloglás |          |          |          |             |             |             |          |          |          | 4:20:11       | 40.           |
| Cláudio Sousa Édson Ribeiro André da Silva Vicente Lima | 4 × 100 m váltó | 38,64    | 3.       | 8.**     |             |             |             |          |          |          | 38,67         | 8.            |

| Versenyző      | Versenyszám | Selejtező | Selejtező | Döntő    | Döntő    |
| Versenyző      | Versenyszám | Eredmény  | Helyezés  | Eredmény | Helyezés |
| -------------- | ----------- | --------- | --------- | -------- | -------- |
| Jessé de Lima  | Magasugrás  | 225 cm    | 17.       | kiesett  | kiesett  |
| Jadel Gregório | Távolugrás  | 750 cm    | 32.       | kiesett  | kiesett  |
| Jadel Gregório | Hármasugrás | 17,20 m   | 5.        | 17,31 m  | 5.       |

Női
| Versenyző                                                            | Versenyszám     | Előfutam | Előfutam | Előfutam | Negyeddöntő | Negyeddöntő | Negyeddöntő | Elődöntő | Elődöntő | Elődöntő | Döntő         | Döntő         |
| Versenyző                                                            | Versenyszám     | Idő      | Hely.    | Össz.    | Idő         | Hely.       | Össz.       | Idő      | Hely.    | Össz.    | Idő           | Helyezés      |
| -------------------------------------------------------------------- | --------------- | -------- | -------- | -------- | ----------- | ----------- | ----------- | -------- | -------- | -------- | ------------- | ------------- |
| Rosemar Coelho Neto                                                  | 100 m           | 11,43    | 5.       | 30.*     | 11,45       | 7.          | 24.         | kiesett  | kiesett  | kiesett  | kiesett       | kiesett       |
| Lucimar de Moura                                                     | 200 m           | 23,40    | 4.       | 32.      | 23,44       | 8.          | 28.*        | kiesett  | kiesett  | kiesett  | kiesett       | kiesett       |
| Maria Laura Almirão                                                  | 400 m           | 52,10    | 5.       | 26.      |             |             |             | kiesett  | kiesett  | kiesett  | kiesett       | kiesett       |
| Geisa Coutinho                                                       | 400 m           | 52,18    | 5.       | 28.      |             |             |             | kiesett  | kiesett  | kiesett  | kiesett       | kiesett       |
| Luciana Mendes                                                       | 800 m           | 2:01,36  | 4.       | 12.      |             |             |             | 2:02,00  | 7.       | 21.      | kiesett       | kiesett       |
| Maíla Machado                                                        | 100 m gát       | 13,35    | 6.       | 27.      |             |             |             | kiesett  | kiesett  | kiesett  | kiesett       | kiesett       |
| Marlene Fortunato                                                    | Maraton         |          |          |          |             |             |             |          |          |          | nem ért célba | nem ért célba |
| Márcia Narloch                                                       | Maraton         |          |          |          |             |             |             |          |          |          | nem ért célba | nem ért célba |
| Alessandra Picagevicz                                                | 20 km gyaloglás |          |          |          |             |             |             |          |          |          | 1:46:21       | 48.           |
| Katia Santos Lucimar de Moura Rosemar Coelho Neto Luciana dos Santos | 4 × 100 m váltó | 43,12    | 4.       | 9.       |             |             |             |          |          |          | kiesett       | kiesett       |
| Maria Laura Almirão Josiane Tito Geisa Coutinho Lucimar Teodoro      | 4 × 400 m váltó | 3:28,43  | 6.       | 12.      |             |             |             |          |          |          | kiesett       | kiesett       |

| Versenyző          | Versenyszám   | Selejtező | Selejtező | Döntő    | Döntő    |
| Versenyző          | Versenyszám   | Eredmény  | Helyezés  | Eredmény | Helyezés |
| ------------------ | ------------- | --------- | --------- | -------- | -------- |
| Keila Costa        | Távolugrás    | 633 cm    | 30.       | kiesett  | kiesett  |
| Elisângela Adriano | Súlylökés     | 17,44 m   | 17.       | kiesett  | kiesett  |
| Elisângela Adriano | Diszkoszvetés | 58,13 m   | 26.       | kiesett  | kiesett  |

* - egy másik versenyzővel azonos időt ért el

** - két másik versenyzővel azonos időt ért el

## Birkózás

### Férfi
Szabadfogású
| Versenyző      | Versenyszám | Csoportkör                                                              | Csoportkör | Negyeddöntő       | Elődöntő          | Bronz- mérkőzés   | Döntő             | Helyezés |
| Versenyző      | Versenyszám | Ellenfél Eredmény                                                       | Hely.      | Ellenfél Eredmény | Ellenfél Eredmény | Ellenfél Eredmény | Ellenfél Eredmény | Helyezés |
| -------------- | ----------- | ----------------------------------------------------------------------- | ---------- | ----------------- | ----------------- | ----------------- | ----------------- | -------- |
| Antoine Jaoude | 96 kg       | D csoport · Alirezá Hejdari (IRI) · 0-10 · Eldar Kurtanidze (GEO) · TUS | 3.         | kiesett           | kiesett           | kiesett           | kiesett           | 20.      |

## Cselgáncs
Férfi
| Versenyző           | Versenyszám | Selejtező                         | 32-es főtábla                           | Nyolcaddöntő                            | Negyeddöntő                        | Elődöntő          | Vigaszág első kör               | Vigaszág negyeddöntő               | Vigaszág elődöntő                  | Bronz- mérkőzés                   | Döntő             | Helyezés    |
| Versenyző           | Versenyszám | Ellenfél Eredmény                 | Ellenfél Eredmény                       | Ellenfél Eredmény                       | Ellenfél Eredmény                  | Ellenfél Eredmény | Ellenfél Eredmény               | Ellenfél Eredmény                  | Ellenfél Eredmény                  | Ellenfél Eredmény                 | Ellenfél Eredmény | Helyezés    |
| ------------------- | ----------- | --------------------------------- | --------------------------------------- | --------------------------------------- | ---------------------------------- | ----------------- | ------------------------------- | ---------------------------------- | ---------------------------------- | --------------------------------- | ----------------- | ----------- |
| Alexandre Lee       | Légsúly     |                                   | Armen Nazarjan (ARM) · 0001-0101        | kiesett                                 | kiesett                            | kiesett           |                                 |                                    |                                    |                                   |                   | helyezetlen |
| Henrique Guimarães  | Harmatsúly  |                                   | Pang Güman (KOR) · 1001-0000            | Magomed Dzsafarov (RUS) · 0010-0101     | kiesett                            | kiesett           |                                 |                                    |                                    |                                   |                   | helyezetlen |
| Leandro Guilheiro   | Könnyűsúly  | Kiyoshi Uematsu (ESP) · 0010-0000 | Ernst Laraque (HAI) · 1001-0000         | Krzysztof Wiłkomirski (POL) · 0110-0011 | Daniel Fernandes (FRA) · 0010-0101 |                   |                                 | Yoel Razvozov (ISR) · 1001-0020    | Davit Kevhisvili (GEO) · 0001-0000 | Victor Bivol (MDA) · 0200-0000    |                   |             |
| Flávio Canto        | Váltósúly   |                                   | Mario Antonio Valles (COL) · 1000-0000  | Aleksei Budõlin (EST) · 0011-0010       | Dmitrij Noszov (RUS) · 0010-0110   |                   |                                 | Roberto Meloni (ITA) · 0200-0001   | Kvon Jongu (KOR) · 1000-0000       | Robert Krawczyk (POL) · 0110-0011 |                   |             |
| Carlos Honorato     | Középsúly   |                                   | Háled Meddáh (ALG) · 1000-0000          | Cend-Ajúshín Ocsirbat (MGL) · 0101-0100 | Winston Gordon (GBR) · 0010-0012   |                   |                                 | Daniel Kelly (AUS) · 0010-0011     | kiesett                            | kiesett                           |                   | helyezetlen |
| Mário Sabino Júnior | Nehézsúly   |                                   | Arik Zeevi (ISR) · 0100-1010            | kiesett                                 | kiesett                            | kiesett           |                                 |                                    |                                    |                                   |                   | helyezetlen |
| Daniel Hernandes    | Nehézsúly   |                                   | Chukwuemeka Onyemachi (NGR) · 0100-0000 | Tamerlan Tmenov (RUS) · 0000-1110       |                                    |                   | Gabi Munteanu (ROU) · 1000-0000 | Indrek Pertelson (EST) · 0100-1110 | kiesett                            | kiesett                           |                   | helyezetlen |

Női
| Versenyző          | Versenyszám  | Selejtező                            | Nyolcaddöntő                     | Negyeddöntő                           | Elődöntő          | Vigaszág első kör | Vigaszág negyeddöntő               | Vigaszág elődöntő              | Bronz- mérkőzés   | Döntő             | Helyezés    |
| Versenyző          | Versenyszám  | Ellenfél Eredmény                    | Ellenfél Eredmény                | Ellenfél Eredmény                     | Ellenfél Eredmény | Ellenfél Eredmény | Ellenfél Eredmény                  | Ellenfél Eredmény              | Ellenfél Eredmény | Ellenfél Eredmény | Helyezés    |
| ------------------ | ------------ | ------------------------------------ | -------------------------------- | ------------------------------------- | ----------------- | ----------------- | ---------------------------------- | ------------------------------ | ----------------- | ----------------- | ----------- |
| Daniela Polzin     | Légsúly      | Kao Feng (CHN) · 0000-1110           | kiesett                          | kiesett                               | kiesett           |                   |                                    |                                |                   |                   | helyezetlen |
| Fabiane Hukuda     | Harmatsúly   | Georgina Singleton (GBR) · 0000-1001 | kiesett                          | kiesett                               | kiesett           |                   |                                    |                                |                   |                   | helyezetlen |
| Danielle Zangrando | Könnyűsúly   |                                      | Liu Jü-hsziang (CHN) · 1000-0011 | Deborah Gravenstijn (NED) · 0010-1010 |                   |                   | Cinzia Cavazzuti (ITA) · 0000-0010 | kiesett                        | kiesett           |                   | helyezetlen |
| Vânia Ishii        | Váltósúly    | Gella Vandecaveye (BEL) · 0000-1000  | kiesett                          | kiesett                               | kiesett           |                   |                                    |                                |                   |                   | helyezetlen |
| Edinanci da Silva  | Félnehézsúly |                                      | Huda Ben Dája (TUN) · 1020-0001  | Céline Lebrun (FRA) · 0000-0001       |                   |                   | Nicole Kubes (USA) · 0200-0001     | Lucia Morico (ITA) · 0011-0120 | kiesett           |                   | 7.          |

## Evezés
Férfi
| Versenyző                       | Versenyszám              | Előfutam | Előfutam | Vigaszág | Vigaszág | Elődöntő | Elődöntő | Elődöntő | Döntő   | Döntő   | Döntő   | Helyezés |
| Versenyző                       | Versenyszám              | Idő      | Hely.    | Idő      | Hely.    | Típus    | Idő      | Hely.    | Típus   | Idő     | Hely.   | Helyezés |
| ------------------------------- | ------------------------ | -------- | -------- | -------- | -------- | -------- | -------- | -------- | ------- | ------- | ------- | -------- |
| Anderson Nocetti                | Egypárevezős             | 7:26,81  | 3.       | 7:03,08  | 2.       | A/B/C    | 7:11,90  | 5.       | C       | 6:53,64 | 1.      | 13.      |
| José Sobral Júnior Thiago Gomes | Könnyűsúlyú kétpárevezős | 6:33,92  | 6.       | 6:33,66  | 4.       | C/D      | 6:26,98  | 4.       | kiesett | kiesett | kiesett | kiesett  |

Női
| Versenyző        | Versenyszám  | Előfutam | Előfutam | Vigaszág | Vigaszág | Elődöntő | Elődöntő | Elődöntő | Döntő | Döntő   | Döntő | Helyezés |
| Versenyző        | Versenyszám  | Idő      | Hely.    | Idő      | Hely.    | Típus    | Idő      | Hely.    | Típus | Idő     | Hely. | Helyezés |
| ---------------- | ------------ | -------- | -------- | -------- | -------- | -------- | -------- | -------- | ----- | ------- | ----- | -------- |
| Fabiana Beltrame | Egypárevezős | 8:02,89  | 4.       | 7:48,74  | 4.       | C/D      | 8:00,89  | 1.       | C     | 7:43,38 | 2.    | 14.      |

## Kajak-kenu

### Síkvízi
Férfi
| Versenyző                            | Versenyszám        | Előfutam | Előfutam | Előfutam | Elődöntő | Elődöntő | Elődöntő | Döntő   | Döntő    |
| Versenyző                            | Versenyszám        | Idő      | Hely.    | Össz.    | Idő      | Hely.    | Össz.    | Idő     | Helyezés |
| ------------------------------------ | ------------------ | -------- | -------- | -------- | -------- | -------- | -------- | ------- | -------- |
| Sebastián Cuattrin                   | Kajak egyes 500 m  | 1:40,999 | 5.       | 20.      | 1:42,213 | 8.       | 20.      | kiesett | kiesett  |
| Sebastián Cuattrin                   | Kajak egyes 1000 m | 3:36,506 | 5.       | 17.      | 3:37,682 | 7.       | 15.      | kiesett | kiesett  |
| Sebastián Cuattrin Sebastian Szubski | Kajak kettes 500 m | 1:35,917 | 6.       | 18.      | 1:37,466 | 8.       | 15.      | kiesett | kiesett  |

## Kerékpározás

### Hegyi-kerékpározás
| Versenyző        | Versenyszám        | Idő              | Helyezés |
| ---------------- | ------------------ | ---------------- | -------- |
| Edvandro Cruz    | Férfi terepverseny | 2:30:35 (+15:33) | 33.      |
| Jaqueline Mourão | Női terepverseny   | 2:13:52 (+17:01) | 18.      |

### Országúti kerékpározás
Férfi
| Versenyző          | Versenyszám   | Idő             | Helyezés      |
| ------------------ | ------------- | --------------- | ------------- |
| Murilo Fischer     | Mezőnyverseny | 5:50:35 (+8:51) | 62.           |
| Márcio May         | Mezőnyverseny | nem ért célba   | nem ért célba |
| Luciano Pagliarini | Mezőnyverseny | nem ért célba   | nem ért célba |

Női
| Versenyző          | Versenyszám   | Idő              | Helyezés |
| ------------------ | ------------- | ---------------- | -------- |
| Janildes Fernandes | Mezőnyverseny | 3:40:43 (+16:19) | 54.      |

## Kézilabda

### Férfi

#### Eredmények
Csoportkör
B csoport
| Csapat              | M | Gy | D | V | G+  | G–  | Gk  | P  |
| ------------------- | - | -- | - | - | --- | --- | --- | -- |
| Franciaország (FRA) | 5 | 5  | 0 | 0 | 135 | 108 | +27 | 10 |
| Magyarország (HUN)  | 5 | 4  | 0 | 1 | 132 | 124 | +8  | 8  |
| Németország (GER)   | 5 | 3  | 0 | 2 | 139 | 110 | +29 | 6  |
| Görögország (GRE)   | 5 | 2  | 0 | 3 | 117 | 130 | –13 | 4  |
| Brazília (BRA)      | 5 | 1  | 0 | 4 | 105 | 133 | –28 | 2  |
| Egyiptom (EGY)      | 5 | 0  | 0 | 5 | 110 | 133 | –23 | 0  |

| 2004. augusztus 14. 21:30 | Franciaország (FRA) | 31–17   | Brazília (BRA) | Sports Pavillion, Athén Játékvezetők: Arnaldsson, Vidarsson (ISL) |
| 2004. augusztus 14. 21:30 | Anquetil 7          | (14–10) | Silva 6        | Sports Pavillion, Athén Játékvezetők: Arnaldsson, Vidarsson (ISL) |
| 2004. augusztus 14. 21:30 | 4× 3×               |         | 6× 2×          | Sports Pavillion, Athén Játékvezetők: Arnaldsson, Vidarsson (ISL) |

| 2004. augusztus 16. 19:30 | Brazília (BRA) | 19–20   | Magyarország (HUN) | Sports Pavillion, Athén Játékvezetők: Nachevski, Nachevski (MKD) |
| 2004. augusztus 16. 19:30 | Souza 5        | (10–10) | négy játékos 3     | Sports Pavillion, Athén Játékvezetők: Nachevski, Nachevski (MKD) |
| 2004. augusztus 16. 19:30 | 4× 3×          |         | 4× 3×              | Sports Pavillion, Athén Játékvezetők: Nachevski, Nachevski (MKD) |

| 2004. augusztus 18. 21:30 | Németország (GER)      | 34–21   | Brazília (BRA) | Sports Pavillion, Athén Játékvezetők: Pozeznik, Repensek (SLO) |
| 2004. augusztus 18. 21:30 | Kretzschmar, Stephan 7 | (18–12) | Souza 7        | Sports Pavillion, Athén Játékvezetők: Pozeznik, Repensek (SLO) |
| 2004. augusztus 18. 21:30 | 3× 2×                  |         | 3× 3×          | Sports Pavillion, Athén Játékvezetők: Pozeznik, Repensek (SLO) |

| 2004. augusztus 20. 14:30 | Brazília (BRA) | 22–26  | Görögország (GRE) | Sports Pavillion, Athén Játékvezetők: Arnaldsson, Vidarsson (ISL) |
| 2004. augusztus 20. 14:30 | Justino 6      | (9–13) | Gramatikósz 7     | Sports Pavillion, Athén Játékvezetők: Arnaldsson, Vidarsson (ISL) |
| 2004. augusztus 20. 14:30 | 4× 3×          |        | 3× 3×             | Sports Pavillion, Athén Játékvezetők: Arnaldsson, Vidarsson (ISL) |

| 2004. augusztus 22. 21:30 | Egyiptom (EGY)   | 22–26   | Brazília (BRA) | Sports Pavillion, Athén Játékvezetők: Hansson, Olsson (SWE) |
| 2004. augusztus 22. 21:30 | Abd esz-Szalám 5 | (11–10) | Kojoroski 6    | Sports Pavillion, Athén Játékvezetők: Hansson, Olsson (SWE) |
| 2004. augusztus 22. 21:30 | 3× 2×            |         | 7× 2× 1×       | Sports Pavillion, Athén Játékvezetők: Hansson, Olsson (SWE) |

A 9. helyért
| 2004. augusztus 24. 11:30 | Brazília (BRA) | 25–29   | Izland (ISL) | Sports Pavillion, Athén Játékvezetők: Hassan, Aly (EGY) |
| 2004. augusztus 24. 11:30 | Tupan, Souza 6 | (11–13) | Sigurðsson 8 | Sports Pavillion, Athén Játékvezetők: Hassan, Aly (EGY) |
| 2004. augusztus 24. 11:30 | 5× 3× 1×       |         | 2× 4×        | Sports Pavillion, Athén Játékvezetők: Hassan, Aly (EGY) |

| Csapat         | Helyezés |
| -------------- | -------- |
| Brazília (BRA) | 10.      |

### Női

#### Eredmények
Csoportkör
A csoport
| Csapat             | M | Gy | D | V | G+  | G–  | Gk  | P |
| ------------------ | - | -- | - | - | --- | --- | --- | - |
| Ukrajna (UKR)      | 4 | 4  | 0 | 0 | 99  | 82  | +17 | 8 |
| Magyarország (HUN) | 4 | 3  | 0 | 1 | 118 | 93  | +25 | 6 |
| Kína (CHN)         | 4 | 2  | 0 | 2 | 106 | 90  | +16 | 4 |
| Brazília (BRA)     | 4 | 1  | 0 | 3 | 97  | 105 | –8  | 2 |
| Görögország (GRE)  | 4 | 0  | 0 | 4 | 74  | 124 | –50 | 0 |

| 2004. augusztus 15. 16:30 | Görögország (GRE) | 21–29  | Brazília (BRA) | Sports Pavillion, Athén Játékvezetők: Baum, Goralczyk (POL) |
| 2004. augusztus 15. 16:30 | Júpi 6            | (8–14) | Piedade 7      | Sports Pavillion, Athén Játékvezetők: Baum, Goralczyk (POL) |
| 2004. augusztus 15. 16:30 | 7× 3×             |        | 5× 3×          | Sports Pavillion, Athén Játékvezetők: Baum, Goralczyk (POL) |

| 2004. augusztus 19. 19:30 | Brazília (BRA) | 19–21   | Ukrajna (UKR)      | Sports Pavillion, Athén Játékvezetők: Gardinovacki, Maric (SCG) |
| 2004. augusztus 19. 19:30 | A. Silva 6     | (10–10) | Jacenko, Ljapina 5 | Sports Pavillion, Athén Játékvezetők: Gardinovacki, Maric (SCG) |
| 2004. augusztus 19. 19:30 | 4× 3×          |         | 4× 3×              | Sports Pavillion, Athén Játékvezetők: Gardinovacki, Maric (SCG) |

| 2004. augusztus 21. 21:30 | Brazília (BRA) | 26–35   | Magyarország (HUN) | Sports Pavillion, Athén Játékvezetők: Breto, Huelin Trillo (ESP) |
| 2004. augusztus 21. 21:30 | A. Silva 8     | (14–19) | Radulovics 10      | Sports Pavillion, Athén Játékvezetők: Breto, Huelin Trillo (ESP) |
| 2004. augusztus 21. 21:30 | 4× 3×          |         | 5× 3×              | Sports Pavillion, Athén Játékvezetők: Breto, Huelin Trillo (ESP) |

| 2004. augusztus 23. 16:30 | Kína (CHN)   | 28–23   | Brazília (BRA) | Sports Pavillion, Athén Játékvezetők: Boye, Jensen (DEN) |
| 2004. augusztus 23. 16:30 | Csaj Csao 10 | (11–13) | Nascimento 5   | Sports Pavillion, Athén Játékvezetők: Boye, Jensen (DEN) |
| 2004. augusztus 23. 16:30 | 3× 3×        |         | 4× 3×          | Sports Pavillion, Athén Játékvezetők: Boye, Jensen (DEN) |

Negyeddöntő
| 2004. augusztus 26. 19:30 | Dél-Korea (KOR) | 26–24  | Brazília (BRA) | Sports Pavillion, Athén Játékvezetők: Breto, Huelin Trillo (ESP) |
| 2004. augusztus 26. 19:30 | I Szangun 7     | (16–9) | L. Silva 7     | Sports Pavillion, Athén Játékvezetők: Breto, Huelin Trillo (ESP) |
| 2004. augusztus 26. 19:30 | 6× 3×           |        | 6× 3×          | Sports Pavillion, Athén Játékvezetők: Breto, Huelin Trillo (ESP) |

Az 5–8. helyért
| 2004. augusztus 28. 11:30 | Magyarország (HUN) | 36–31   | Brazília (BRA) | Sports Pavillion, Athén Játékvezetők: Nachevski, Nachevski (MKD) |
| 2004. augusztus 28. 11:30 | Radulovics 7       | (17–14) | Santos 9       | Sports Pavillion, Athén Játékvezetők: Nachevski, Nachevski (MKD) |
| 2004. augusztus 28. 11:30 | 2× 3×              |         | 3× 3×          | Sports Pavillion, Athén Játékvezetők: Nachevski, Nachevski (MKD) |

A 7. helyért
| 2004. augusztus 29. 8:30 | Kína (CHN)   | 25–26   | Brazília (BRA) | Sports Pavillion, Athén Játékvezetők: Breto, Huelin Trillo (ESP) |
| 2004. augusztus 29. 8:30 | Li Vej-vej 7 | (10–13) | A. Silva 6     | Sports Pavillion, Athén Játékvezetők: Breto, Huelin Trillo (ESP) |
| 2004. augusztus 29. 8:30 | 2× 4×        |         | 3× 3×          | Sports Pavillion, Athén Játékvezetők: Breto, Huelin Trillo (ESP) |

| Csapat         | Helyezés |
| -------------- | -------- |
| Brazília (BRA) | 7.       |

## Kosárlabda

### Női

#### Eredmények
Csoportkör
A csoport
| Csapat            | M | Gy | V | P+  | P–  | Pk   | P  |
| ----------------- | - | -- | - | --- | --- | ---- | -- |
| Ausztrália (AUS)  | 5 | 5  | 0 | 418 | 313 | +105 | 10 |
| Oroszország (RUS) | 5 | 4  | 1 | 389 | 333 | +56  | 9  |
| Brazília (BRA)    | 5 | 3  | 2 | 430 | 361 | +69  | 8  |
| Görögország (GRE) | 5 | 2  | 3 | 353 | 392 | –39  | 7  |
| Japán (JPN)       | 5 | 1  | 4 | 381 | 485 | –104 | 6  |
| Nigéria (NGR)     | 5 | 0  | 5 | 335 | 422 | –87  | 5  |

| 2004. augusztus 14. 16:45 | Japán (JPN)                             | 62–128    | Brazília (BRA) | Helliniko Indoor Arena, Athén Nézőszám: 950 Játékvezetők: Giampaolo Cicoria (ITA), Abreu Muhimua Joao (MOZ) |
| 2004. augusztus 14. 16:45 | (22–26, 3–36, 17–33, 20–33) Jegyzőkönyv |           |                | Helliniko Indoor Arena, Athén Nézőszám: 950 Játékvezetők: Giampaolo Cicoria (ITA), Abreu Muhimua Joao (MOZ) |
| 2004. augusztus 14. 16:45 | Hamagucsi 23                            | Pont      | Oliveira 25    | Helliniko Indoor Arena, Athén Nézőszám: 950 Játékvezetők: Giampaolo Cicoria (ITA), Abreu Muhimua Joao (MOZ) |
| 2004. augusztus 14. 16:45 | Jano 5                                  | Lepattanó | Oliveira 13    | Helliniko Indoor Arena, Athén Nézőszám: 950 Játékvezetők: Giampaolo Cicoria (ITA), Abreu Muhimua Joao (MOZ) |
| 2004. augusztus 14. 16:45 | Kuszuda, Nagata 2                       | Gólpassz  | Pinto 7        | Helliniko Indoor Arena, Athén Nézőszám: 950 Játékvezetők: Giampaolo Cicoria (ITA), Abreu Muhimua Joao (MOZ) |

| 2004. augusztus 16. 20:00 | Brazília (BRA)                           | 87–75     | Görögország (GRE) | Helliniko Indoor Arena, Athén Nézőszám: 2200 Játékvezetők: Jorge Vazquez (PUR), Leemann Philippe (SUI) |
| 2004. augusztus 16. 20:00 | (27–19, 23–24, 14–21, 23–11) Jegyzőkönyv |           |                   | Helliniko Indoor Arena, Athén Nézőszám: 2200 Játékvezetők: Jorge Vazquez (PUR), Leemann Philippe (SUI) |
| 2004. augusztus 16. 20:00 | Cristina Luz 18                          | Pont      | Máltszi 26        | Helliniko Indoor Arena, Athén Nézőszám: 2200 Játékvezetők: Jorge Vazquez (PUR), Leemann Philippe (SUI) |
| 2004. augusztus 16. 20:00 | Oliveira 11                              | Lepattanó | Máltszi 10        | Helliniko Indoor Arena, Athén Nézőszám: 2200 Játékvezetők: Jorge Vazquez (PUR), Leemann Philippe (SUI) |
| 2004. augusztus 16. 20:00 | Marques, Santos, Sobral 2                | Gólpassz  | Kosztáki 7        | Helliniko Indoor Arena, Athén Nézőszám: 2200 Játékvezetők: Jorge Vazquez (PUR), Leemann Philippe (SUI) |

| 2004. augusztus 18. 20:00 | Brazília (BRA)                           | 67–77     | Oroszország (RUS) | Olympic Indoor Hall, Athén Nézőszám: 1350 Játékvezetők: Jose Carrion (PUR), Chantal Julien (FRA) |
| 2004. augusztus 18. 20:00 | (17–21, 11–25, 20–17, 19–14) Jegyzőkönyv |           |                   | Olympic Indoor Hall, Athén Nézőszám: 1350 Játékvezetők: Jose Carrion (PUR), Chantal Julien (FRA) |
| 2004. augusztus 18. 20:00 | Arcain 19                                | Pont      | Arhipova 20       | Olympic Indoor Hall, Athén Nézőszám: 1350 Játékvezetők: Jose Carrion (PUR), Chantal Julien (FRA) |
| 2004. augusztus 18. 20:00 | Oliveira 8                               | Lepattanó | Sztyepanova 9     | Olympic Indoor Hall, Athén Nézőszám: 1350 Játékvezetők: Jose Carrion (PUR), Chantal Julien (FRA) |
| 2004. augusztus 18. 20:00 | Cristina Luz 5                           | Gólpassz  | Arhipova 3        | Olympic Indoor Hall, Athén Nézőszám: 1350 Játékvezetők: Jose Carrion (PUR), Chantal Julien (FRA) |

| 2004. augusztus 20. 22:15 | Nigéria (NGR)                            | 63–82     | Brazília (BRA) | Helliniko Indoor Arena, Athén Nézőszám: 2500 Játékvezetők: Mike Homsy (CAN), Song Yanping (CHN) |
| 2004. augusztus 20. 22:15 | (19–33, 15–14, 12–11, 17–24) Jegyzőkönyv |           |                | Helliniko Indoor Arena, Athén Nézőszám: 2500 Játékvezetők: Mike Homsy (CAN), Song Yanping (CHN) |
| 2004. augusztus 20. 22:15 | Udoka 17                                 | Pont      | Marques 26     | Helliniko Indoor Arena, Athén Nézőszám: 2500 Játékvezetők: Mike Homsy (CAN), Song Yanping (CHN) |
| 2004. augusztus 20. 22:15 | Udoka 7                                  | Lepattanó | de Souza 8     | Helliniko Indoor Arena, Athén Nézőszám: 2500 Játékvezetők: Mike Homsy (CAN), Song Yanping (CHN) |
| 2004. augusztus 20. 22:15 | Udoka, Amachree 2                        | Gólpassz  | Marques 6      | Helliniko Indoor Arena, Athén Nézőszám: 2500 Játékvezetők: Mike Homsy (CAN), Song Yanping (CHN) |

| 2004. augusztus 22. 14:30 | Brazília (BRA)                           | 66–84     | Ausztrália (AUS)    | Helliniko Indoor Arena, Athén Nézőszám: 3450 Játékvezetők: Sean Corbin (USA), Giampaolo Cicoria (ITA) |
| 2004. augusztus 22. 14:30 | (21–20, 14–20, 18–22, 13–22) Jegyzőkönyv |           |                     | Helliniko Indoor Arena, Athén Nézőszám: 3450 Játékvezetők: Sean Corbin (USA), Giampaolo Cicoria (ITA) |
| 2004. augusztus 22. 14:30 | Cristina Luz 16                          | Pont      | Jackson 24          | Helliniko Indoor Arena, Athén Nézőszám: 3450 Játékvezetők: Sean Corbin (USA), Giampaolo Cicoria (ITA) |
| 2004. augusztus 22. 14:30 | Oliveira 11                              | Lepattanó | Batkovic, Jackson 7 | Helliniko Indoor Arena, Athén Nézőszám: 3450 Játékvezetők: Sean Corbin (USA), Giampaolo Cicoria (ITA) |
| 2004. augusztus 22. 14:30 | Marques, Arcain 3                        | Gólpassz  | Fallon, Snell 3     | Helliniko Indoor Arena, Athén Nézőszám: 3450 Játékvezetők: Sean Corbin (USA), Giampaolo Cicoria (ITA) |

Negyeddöntő
| 2004. augusztus 25. 20:00 | Spanyolország (ESP)                      | 63–67     | Brazília (BRA)     | Olympic Indoor Hall, Athén Nézőszám: 13 500 Játékvezetők: Lazaros Voreadis (GRE), Nancy Ethier (CAN) |
| 2004. augusztus 25. 20:00 | (16–14, 18–20, 12–15, 17–18) Jegyzőkönyv |           |                    | Olympic Indoor Hall, Athén Nézőszám: 13 500 Játékvezetők: Lazaros Voreadis (GRE), Nancy Ethier (CAN) |
| 2004. augusztus 25. 20:00 | Fernández 16                             | Pont      | Arcain 27          | Olympic Indoor Hall, Athén Nézőszám: 13 500 Játékvezetők: Lazaros Voreadis (GRE), Nancy Ethier (CAN) |
| 2004. augusztus 25. 20:00 | Pons 5                                   | Lepattanó | Sobral, Oliveira 8 | Olympic Indoor Hall, Athén Nézőszám: 13 500 Játékvezetők: Lazaros Voreadis (GRE), Nancy Ethier (CAN) |
| 2004. augusztus 25. 20:00 | Palau 3                                  | Gólpassz  | Cristina Luz 3     | Olympic Indoor Hall, Athén Nézőszám: 13 500 Játékvezetők: Lazaros Voreadis (GRE), Nancy Ethier (CAN) |

Elődöntő
| 2004. augusztus 27. 16:45 | Brazília (BRA)                           | 75–88     | Ausztrália (AUS) | Olympic Indoor Hall, Athén Nézőszám: 4150 Játékvezetők: Jorge Vazquez (PUR), Virginijus Jonas Dovidavicius (LTU) |
| 2004. augusztus 27. 16:45 | (21–21, 15–21, 20–21, 19–25) Jegyzőkönyv |           |                  | Olympic Indoor Hall, Athén Nézőszám: 4150 Játékvezetők: Jorge Vazquez (PUR), Virginijus Jonas Dovidavicius (LTU) |
| 2004. augusztus 27. 16:45 | Marques 25                               | Pont      | Jackson 26       | Olympic Indoor Hall, Athén Nézőszám: 4150 Játékvezetők: Jorge Vazquez (PUR), Virginijus Jonas Dovidavicius (LTU) |
| 2004. augusztus 27. 16:45 | Oliveira 8                               | Lepattanó | Jackson 13       | Olympic Indoor Hall, Athén Nézőszám: 4150 Játékvezetők: Jorge Vazquez (PUR), Virginijus Jonas Dovidavicius (LTU) |
| 2004. augusztus 27. 16:45 | Cristina Luz 2                           | Gólpassz  | Harrower 4       | Olympic Indoor Hall, Athén Nézőszám: 4150 Játékvezetők: Jorge Vazquez (PUR), Virginijus Jonas Dovidavicius (LTU) |

Bronzmérkőzés
| 2004. augusztus 28. 14:30 | Oroszország (RUS)                        | 71–62     | Brazília (BRA) | Olympic Indoor Hall, Athén Nézőszám: 7250 Játékvezetők: Sean Corbin (USA), Nancy Ethier (CAN) |
| 2004. augusztus 28. 14:30 | (18–20, 14–12, 15–14, 24–16) Jegyzőkönyv |           |                | Olympic Indoor Hall, Athén Nézőszám: 7250 Játékvezetők: Sean Corbin (USA), Nancy Ethier (CAN) |
| 2004. augusztus 28. 14:30 | Gusztyilina 12                           | Pont      | Marques 16     | Olympic Indoor Hall, Athén Nézőszám: 7250 Játékvezetők: Sean Corbin (USA), Nancy Ethier (CAN) |
| 2004. augusztus 28. 14:30 | Oszipova 10                              | Lepattanó | Oliveira 9     | Olympic Indoor Hall, Athén Nézőszám: 7250 Játékvezetők: Sean Corbin (USA), Nancy Ethier (CAN) |
| 2004. augusztus 28. 14:30 | Baranova, Arhipova 4                     | Gólpassz  | Marques 6      | Olympic Indoor Hall, Athén Nézőszám: 7250 Játékvezetők: Sean Corbin (USA), Nancy Ethier (CAN) |

| Csapat         | Helyezés |
| -------------- | -------- |
| Brazília (BRA) | 4.       |

## Labdarúgás

### Női
| #             | Név           | Klub                     | Születési idő                    | Mérkőzésszám | Gól     | Sárga lap | sárga lap · 2. sárga lap · kiállítva | kiállítva |
| Kapusok       | Kapusok       | Kapusok                  | Kapusok                          | Kapusok      | Kapusok | Kapusok   | Kapusok                              | Kapusok   |
| ------------- | ------------- | ------------------------ | -------------------------------- | ------------ | ------- | --------- | ------------------------------------ | --------- |
| 1             | Maravilha     | Grêmio                   | 1973. április 10. (31 évesen)    | 0            | 0       | 0         | 0                                    | 0         |
| 18            | Andréia       | Puebla de la Calzada     | 1977. szeptember 14. (26 évesen) | 6            | 0       | 0         | 0                                    | 0         |
| Védők         |               |                          |                                  |              |         |           |                                      |           |
| 3             | Mônica        | Araraquara Extra         | 1978. április 4. (26 évesen)     | 5            | 0       | 3         | 0                                    | 0         |
| 4             | Tânia         | Rayo Vallecano           | 1974. október 3. (29 évesen)     | 6            | 0       | 1         | 0                                    | 0         |
| 5             | Juliana (csk) | Kopparbergs/Göteborg FC  | 1981. október 3. (22 évesen)     | 6            | 0       | 0         | 0                                    | 0         |
| 6             | Renata Costa  | Santos FC                | 1986. július 8. (18 évesen)      | 1(3)         | 0       | 0         | 0                                    | 0         |
| 8             | Daniela       | Kopparbergs/Göteborg FC  | 1984. január 12. (20 évesen)     | 6            | 1       | 0         | 0                                    | 0         |
| 11            | Rosana        | Sport Club Internacional | 1982. július 7. (22 évesen)      | 6            | 0       | 1         | 0                                    | 0         |
| 13            | Aline         | Uni Santanna             | 1982. július 6. (22 évesen)      | 1(1)         | 0       | 1         | 0                                    | 0         |
| Középpályások |               |                          |                                  |              |         |           |                                      |           |
| 7             | Formiga       | Santa Isabel             | 1978. március 3. (26 évesen)     | 6            | 2       | 3         | 0                                    | 0         |
| 14            | Elaine        | São Francisco            | 1982. november 1. (21 évesen)    | 6            | 0       | 0         | 0                                    | 0         |
| 15            | Maycon        | Grêmio                   | 1977. április 30. (27 évesen)    | (5)          | 0       | 0         | 0                                    | 0         |
| Csatárok      |               |                          |                                  |              |         |           |                                      |           |
| 2             | Grazielle     | Botucatu Football Club   | 1981. március 28. (23 évesen)    | (3)          | 1       | 0         | 0                                    | 0         |
| 9             | Pretinha      | Klub nélkül              | 1975. május 19. (29 évesen)      | 6            | 3       | 0         | 0                                    | 0         |
| 10            | Marta         | Umeå IK                  | 1986. február 19. (18 évesen)    | 6            | 3       | 0         | 0                                    | 0         |
| 12            | Cristiane     | Juventus Atletico        | 1985. május 15. (19 évesen)      | 5(1)         | 5       | 0         | 0                                    | 0         |
| 17            | Roseli        | Klub nélkül              | 1969. szeptember 7. (34 évesen)  | (2)          | 0       | 0         | 0                                    | 0         |
| 21            | Dayane        | Novo Mundo               | 1985. május 13. (19 évesen)      | 0            | 0       | 0         | 0                                    | 0         |
| Edző          |               |                          |                                  |              |         |           |                                      |           |
|               | Renê Simões   | Brazília                 | 1952. december 17. (51 évesen)   |              |         |           |                                      |           |

- Kor: 2004. augusztus 10-i kora

#### Eredmények
G csoport 
| Csapat                 | M | Gy | D | V | Rg | Kg | Gk  | P |
| ---------------------- | - | -- | - | - | -- | -- | --- | - |
| Egyesült Államok (USA) | 3 | 2  | 1 | 0 | 6  | 1  | +5  | 7 |
| Brazília (BRA)         | 3 | 2  | 0 | 1 | 8  | 2  | +6  | 6 |
| Ausztrália (AUS)       | 3 | 1  | 1 | 1 | 2  | 2  | 0   | 4 |
| Görögország (GRE)      | 3 | 0  | 0 | 3 | 0  | 11 | –11 | 0 |

| 2004. augusztus 11. 18:00 |

| Brazília (BRA) | 1–0               | Ausztrália (AUS) |
| -------------- | ----------------- | ---------------- |
| Marta 36'      | (1–0) Jegyzőkönyv |                  |

| Kaftanzoglio Stadium, Szaloniki Nézőszám: 25 152 Játékvezető: Frai (német) |

| 2004. augusztus 14. 20:30 |

| Egyesült Államok (USA)          | 2–0               | Brazília (BRA) |
| ------------------------------- | ----------------- | -------------- |
| Hamm 58' (11-esből) Wambach 77' | (0–0) Jegyzőkönyv |                |

| Kaftanzoglio Stadium, Szaloniki Nézőszám: 17 123 Játékvezető: Damková (cseh) |

| 2004. augusztus 17. 20:30 |

| Görögország (GRE) | 0–7               | Brazília (BRA)                                                         |
| ----------------- | ----------------- | ---------------------------------------------------------------------- |
|                   | (0–1) Jegyzőkönyv | Pretinha 21' Cristiane 46' 55' 77' Grazielle 49' Marta 70' Daniela 72' |

| Pampeloponnisiako Stadium, Pátra Nézőszám: 7214 Játékvezető: Christine Frai (német) |

Negyeddöntő
| 2004. augusztus 20. 21:00 |

| Mexikó (MEX) | 0–5               | Brazília (BRA)                              |
| ------------ | ----------------- | ------------------------------------------- |
|              | (0–2) Jegyzőkönyv | Cristiane 25' 49' Formiga 29' 54' Marta 60' |

| Pankritio Stadium, Iráklio Nézőszám: 3012 Játékvezető: Fatou Gaye (szenegáli) |

Elődöntő
| 2004. augusztus 23. 18:00 |

| Brazília (BRA) | 1–0               | Svédország (SWE) |
| -------------- | ----------------- | ---------------- |
| Pretinha 64'   | (0–0) Jegyzőkönyv |                  |

| Pampeloponnisiako Stadium, Pátra Nézőszám: 1511 Játékvezető: Dianne Ferreira-James (guyanai) |

Döntő
| 2004. augusztus 14. 20:30 |

| Egyesült Államok (USA)          | 2–0               | Brazília (BRA) |
| ------------------------------- | ----------------- | -------------- |
| Hamm 58' (11-esből) Wambach 77' | (0–0) Jegyzőkönyv |                |

| Kaftanzoglio Stadium, Szaloniki Nézőszám: 17 123 Játékvezető: Damková (cseh) |

| Csapat         | Helyezés |
| -------------- | -------- |
| Brazília (BRA) |          |

## Lovaglás
Díjugratás
| Versenyző                                                                      | Ló                                              | Versenyszám | Selejtező | Selejtező | Selejtező | Selejtező | Selejtező | Selejtező     | Selejtező     | Selejtező     | Döntő   | Döntő   | Döntő         | Döntő         | Végeredmény | Végeredmény |
| Versenyző                                                                      | Ló                                              | Versenyszám | 1. kör    | 1. kör    | 2. kör    | 2. kör    | 2. kör    | 3. kör        | 3. kör        | 3. kör        | 1. kör  | 1. kör  | 2. kör        | 2. kör        | Végeredmény | Végeredmény |
| Versenyző                                                                      | Ló                                              | Versenyszám | Bünt.     | Hely.     | Bünt.     | Össz.     | Hely.     | Bünt.         | Össz.         | Hely.         | Bünt.   | Hely.   | Bünt.         | Hely.         | Bünt.       | Helyezés    |
| ------------------------------------------------------------------------------ | ----------------------------------------------- | ----------- | --------- | --------- | --------- | --------- | --------- | ------------- | ------------- | ------------- | ------- | ------- | ------------- | ------------- | ----------- | ----------- |
| Luciana Diniz-Knippling                                                        | Mariachi                                        | Egyéni      | 5         | 29.       | 13        | 18        | 42.       | 16            | 34            | 47.           | 20      | 38.     | kiesett       | kiesett       | kiesett     | kiesett     |
| Álvaro de Miranda Neto                                                         | Countdown 23                                    | Egyéni      | 8         | 45.       | 8         | 16        | 38.       | 12            | 28            | 39.           | 8       | 25.     | nem ért célba | nem ért célba | kiesett     | kiesett     |
| Rodrigo Pessoa                                                                 | Baloubet du Rouet                               | Egyéni      | 5         | 29.       | 0         | 5         | 11.       | 9             | 14            | 17.           | 8       | 11.     | 0             | 1.            | 8           | 1.*         |
| Bernardo Resende                                                               | Canturo                                         | Egyéni      | 1         | 11.       | 8         | 9         | 22.       | nem ért célba | nem ért célba | nem ért célba | kiesett | kiesett | kiesett       | kiesett       | kiesett     | kiesett     |
| Luciana Diniz-Knippling Álvaro de Miranda Neto Rodrigo Pessoa Bernardo Resende | Mariachi Countdown 23 Baloubet du Rouet Canturo | Csapat      |           |           |           |           |           |               |               |               | 16      | 7.      | 37            | 10.           | 53          | 9.          |

| Versenyző      | Ló                | Versenyszám | Szétugratás az aranyéremért | Szétugratás az aranyéremért | Szétugratás az aranyéremért |
| Versenyző      | Ló                | Versenyszám | Bünt.                       | Idő                         | Helyezés                    |
| -------------- | ----------------- | ----------- | --------------------------- | --------------------------- | --------------------------- |
| Rodrigo Pessoa | Baloubet du Rouet | Egyéni      | 4                           | 49,42                       |                             |

Lovastusa
| Versenyző                                                                     | Ló                                                    | Versenyszám | Díjlovaglás | Díjlovaglás | Tereplovaglás | Tereplovaglás | Tereplovaglás | Díjugratás | Díjugratás | Díjugratás | Díjugratás | Végeredmény | Végeredmény |
| Versenyző                                                                     | Ló                                                    | Versenyszám | Díjlovaglás | Díjlovaglás | Tereplovaglás | Tereplovaglás | Tereplovaglás | 1. kör     | 1. kör     | 2. kör     | 2. kör     | Végeredmény | Végeredmény |
| Versenyző                                                                     | Ló                                                    | Versenyszám | Bünt.       | Hely.       | Bünt.         | Hely.         | Össz.         | Bünt.      | Hely.      | Bünt.      | Hely.      | Bünt.       | Helyezés    |
| ----------------------------------------------------------------------------- | ----------------------------------------------------- | ----------- | ----------- | ----------- | ------------- | ------------- | ------------- | ---------- | ---------- | ---------- | ---------- | ----------- | ----------- |
| Rafael de Gouveira Junior                                                     | Mozart                                                | Egyéni      | 65,8        | 58.         | 4,8           | 33.*          | 39.           | 30         | 62.        | kiesett    | kiesett    | 100,6       | 47.         |
| Sérgio Marins                                                                 | Rally LF                                              | Egyéni      | 70,0        | 65.*        | 16,0          | 46.           | 50.           | 19         | 59.        | kiesett    | kiesett    | 105,0       | 50.         |
| André Paro                                                                    | Land Heir                                             | Egyéni      | 70,0        | 65.*        | 16,8          | 47.*          | 51.*          | 37         | 66.        | kiesett    | kiesett    | 123,8       | 54.         |
| Raul de Senna                                                                 | Super Rocky                                           | Egyéni      | 76,0        | 72.         | 14,4          | 45.           | 55.           | 5          | 23.        | kiesett    | kiesett    | 95,4        | 44.         |
| Remo Tellini                                                                  | Special Reserve                                       | Egyéni      | 79,6        | 73.         | 17,6          | 49.           | 57.           | 51         | 67.        | kiesett    | kiesett    | 148,2       | 58.         |
| Rafael de Gouveira Junior Sérgio Marins André Paro Raul de Senna Remo Tellini | Mozart Rally LF Land Heir Super Rocky Special Reserve | Csapat      | 205,8       | 14.         | 35,2          | 9.            | 10.           | 54         | 13.        |            |            | 301,0       | 11.         |

* - egy másik versenyzővel azonos eredményt ért el

## Műugrás
Férfi
| Versenyző       | Versenyszám        | Selejtező | Selejtező | Elődöntő | Elődöntő | Döntő   | Döntő    |
| Versenyző       | Versenyszám        | Pont      | Helyezés  | Pont     | Helyezés | Pont    | Helyezés |
| --------------- | ------------------ | --------- | --------- | -------- | -------- | ------- | -------- |
| César de Castro | Egyéni műugrás     | 432,45    | 9.        | 662,73   | 9.       | 662,97  | 9.       |
| Cassius Duran   | Egyéni toronyugrás | 387,75    | 24.       | kiesett  | kiesett  | kiesett | kiesett  |
| Hugo Parisi     | Egyéni toronyugrás | 325,08    | 32.       | kiesett  | kiesett  | kiesett | kiesett  |

Női
| Versenyző      | Versenyszám        | Selejtező | Selejtező | Elődöntő | Elődöntő | Döntő   | Döntő    |
| Versenyző      | Versenyszám        | Pont      | Helyezés  | Pont     | Helyezés | Pont    | Helyezés |
| -------------- | ------------------ | --------- | --------- | -------- | -------- | ------- | -------- |
| Juliana Veloso | Egyéni műugrás     | 265,29    | 18.       | 462,45   | 18.      | kiesett | kiesett  |
| Juliana Veloso | Egyéni toronyugrás | 302,31    | 16.       | 469,95   | 16.      | kiesett | kiesett  |

## Ökölvívás
| Versenyző           | Versenyszám  | Selejtező                          | Nyolcaddöntő                   | Negyeddöntő       | Elődöntő          | Döntő             | Helyezés |
| Versenyző           | Versenyszám  | Ellenfél Eredmény                  | Ellenfél Eredmény              | Ellenfél Eredmény | Ellenfél Eredmény | Ellenfél Eredmény | Helyezés |
| ------------------- | ------------ | ---------------------------------- | ------------------------------ | ----------------- | ----------------- | ----------------- | -------- |
| Edvaldo Gonzaga     | Pehelysúly   | Carlos Velázquez (PUR) · +43-43    | Luis Franco (CUB) · 15-30      | kiesett           | kiesett           | kiesett           | 9.       |
| Myke de Carvalho    | Könnyűsúly   | Alex De Jesús (PUR) · 24-39        | kiesett                        | kiesett           | kiesett           | kiesett           | 17.      |
| Alessandro de Matos | Kisváltósúly |                                    | Dilshod Maxmudov (UZB) · 16-26 | kiesett           | kiesett           | kiesett           | 9.       |
| Glaucélio Abreu     | Középsúly    | Nabíl Kászel (ALG) · 36-41         | kiesett                        | kiesett           | kiesett           | kiesett           | 17.      |
| Washington Silva    | Félnehézsúly | Əli Shamil İsmayılov (AZE) · 22-27 | kiesett                        | kiesett           | kiesett           | kiesett           | 17.      |

## Öttusa
| Versenyző         | Versenyszám | Lövészet | Lövészet | Lövészet | Vívás    | Vívás | Vívás | Úszás   | Úszás | Úszás | Lovaglás | Lovaglás | Lovaglás | Lovaglás | Futás    | Futás | Futás | Összesen    | Összesen |
| Versenyző         | Versenyszám | Pontszám | Pont     | Hely.    | Eredmény | Pont  | Hely. | Idő     | Pont  | Hely. | Idő      | Hibapont | Pont     | Hely.    | Idő      | Pont  | Hely. | Összes pont | Helyezés |
| ----------------- | ----------- | -------- | -------- | -------- | -------- | ----- | ----- | ------- | ----- | ----- | -------- | -------- | -------- | -------- | -------- | ----- | ----- | ----------- | -------- |
| Daniel dos Santos | Férfi       | 163      | 892      | 31.      | 14-17    | 776   | 19.*  | 2:16,52 | 1164  | 30.   | 59,35    | 84       | 1116     | 10.      | 10:54,15 | 784   | 30.   | 4732        | 29.      |
| Samantha Harvey   | Női         | 178      | 1072     | 8.       | 17-14    | 860   | 7.**  | 2:27,35 | 1152  | 23.   | 1:21,79  | 224      | 976      | 26.      | 12:03,10 | 828   | 30.   | 4888        | 25.      |

* - három másik versenyzővel azonos eredményt ért el

** - négy másik versenyzővel azonos eredményt ért el

## Röplabda

### Férfi
| #    | Név                    | Klub                   | Kor                              | Magasság |
| ---- | ---------------------- | ---------------------- | -------------------------------- | -------- |
| 3    | Giovane Gávio          | Telemig Celular        | 1970. szeptember 7. (33 évesen)  | 196 cm   |
| 4    | André Heller           | Pallavolo Modena       | 1975. december 17. (28 évesen)   | 197 cm   |
| 6    | Maurício Lima          | Telemig Celular        | 1968. január 27. (36 évesen)     | 184 cm   |
| 7    | Gilberto Godoy Filho   | Piemonte Volley        | 1976. december 23. (27 évesen)   | 192 cm   |
| 9    | André Nascimento       | Panathinaikos Volley   | 1979. március 4. (25 évesen)     | 194 cm   |
| 10   | Sérgio Dutra Santos    | EC Banespa             | 1975. október 15. (28 évesen)    | 184 cm   |
| 11   | Anderson Rodrigues     | Telemig Celular        | 1974. május 21. (30 évesen)      | 190 cm   |
| 12   | Nalbert Bitencourt     | AS Volley Lube         | 1974. március 9. (30 évesen)     | 196 cm   |
| 13   | Gustavo Endres         | Latina Volley          | 1975. augusztus 23. (28 évesen)  | 203 cm   |
| 14   | Rodrigo Santana        | 4 Torri Ferrara Volley | 1979. április 17. (25 évesen)    | 200 cm   |
| 17   | Ricardo Garcia         | Telemig Celular        | 1975. november 19. (28 évesen)   | 191 cm   |
| 18   | Dante Guimarães Amaral | Pallavolo Modena       | 1980. szeptember 30. (23 évesen) | 205 cm   |
| Edző |                        |                        |                                  |          |
|      | Bernardo Rezende       |                        |                                  |          |

- Kor: 2004. augusztus 12-i kora

#### Eredmények
Csoportkör
B csoport
|                        |      | Mérkőzések | Mérkőzések | Szettek | Szettek | Szettek | Pontok | Pontok | Pontok |
| Csapat                 | Pont | Gy         | V          | Sz+     | Sz–     | SzA     | P+     | P–     | PA     |
| ---------------------- | ---- | ---------- | ---------- | ------- | ------- | ------- | ------ | ------ | ------ |
| Brazília (BRA)         | 9    | 4          | 1          | 13      | 7       | 1,857   | 483    | 431    | 1,121  |
| Olaszország (ITA)      | 8    | 3          | 2          | 13      | 7       | 1,857   | 465    | 434    | 1,071  |
| Egyesült Államok (USA) | 8    | 3          | 2          | 11      | 8       | 1,375   | 437    | 423    | 1,033  |
| Oroszország (RUS)      | 8    | 3          | 2          | 11      | 9       | 1,222   | 452    | 430    | 1,051  |
| Hollandia (NED)        | 7    | 2          | 3          | 7       | 11      | 0,636   | 391    | 419    | 0,933  |
| Ausztrália (AUS)       | 5    | 0          | 5          | 2       | 15      | 0,133   | 331    | 422    | 0,784  |

| 2004. augusztus 15. 16:00 | Brazília (BRA)                           | 3–1 | Ausztrália (AUS) | Béke és Barátság stadion, Pireusz Nézőszám: 1853 Játékvezető: Georgios Karampetsos (GRE), Ryszard Dietrich (POL) |
| 2004. augusztus 15. 16:00 | (23–25, 25–19, 25–12, 25–21) Jegyzőkönyv |     |                  | Béke és Barátság stadion, Pireusz Nézőszám: 1853 Játékvezető: Georgios Karampetsos (GRE), Ryszard Dietrich (POL) |

| 2004. augusztus 17. 21:45 | Brazília (BRA)                                  | 3–2 | Olaszország (ITA) | Béke és Barátság stadion, Pireusz Nézőszám: 6500 Játékvezető: Ning Wang (CHN), Kun-Tae Kim (KOR) |
| 2004. augusztus 17. 21:45 | (25–21, 15–25, 25–16, 21–25, 33–31) Jegyzőkönyv |     |                   | Béke és Barátság stadion, Pireusz Nézőszám: 6500 Játékvezető: Ning Wang (CHN), Kun-Tae Kim (KOR) |

| 2004. augusztus 19. 11:00 | Hollandia (NED)                          | 1–3 | Brazília (BRA) | Béke és Barátság stadion, Pireusz Nézőszám: 4150 Játékvezető: Fernando Nava (MEX), Francisco Medina (CUB) |
| 2004. augusztus 19. 11:00 | (22–25, 26–24, 21–25, 19–25) Jegyzőkönyv |     |                | Béke és Barátság stadion, Pireusz Nézőszám: 4150 Játékvezető: Fernando Nava (MEX), Francisco Medina (CUB) |

| 2004. augusztus 21. 22:20 | Brazília (BRA)                    | 3–0 | Oroszország (RUS) | Béke és Barátság stadion, Pireusz Nézőszám: 5400 Játékvezető: Hiroyuki Ito (JPN), Kun-Tae Kim (KOR) |
| 2004. augusztus 21. 22:20 | (25–19, 25–13, 25–23) Jegyzőkönyv |     |                   | Béke és Barátság stadion, Pireusz Nézőszám: 5400 Játékvezető: Hiroyuki Ito (JPN), Kun-Tae Kim (KOR) |

| 2004. augusztus 23. 22:20 | Egyesült Államok (USA)                   | 3–1 | Brazília (BRA) | Béke és Barátság stadion, Pireusz Nézőszám: 3150 Játékvezető: Hóbor Béla (HUN), Dejan Jovanovic (SCG) |
| 2004. augusztus 23. 22:20 | (25–22, 25–23, 18–25, 25–22) Jegyzőkönyv |     |                | Béke és Barátság stadion, Pireusz Nézőszám: 3150 Játékvezető: Hóbor Béla (HUN), Dejan Jovanovic (SCG) |

Negyeddöntő
| 2004. augusztus 25. 22:25 | Lengyelország (POL)               | 0–3 | Brazília (BRA) | Béke és Barátság stadion, Pireusz Nézőszám: 4150 Játékvezető: Ning Wang (CHN), Fernando Nava (MEX) |
| 2004. augusztus 25. 22:25 | (22–25, 25–27, 18–25) Jegyzőkönyv |     |                | Béke és Barátság stadion, Pireusz Nézőszám: 4150 Játékvezető: Ning Wang (CHN), Fernando Nava (MEX) |

Elődöntő
| 2004. augusztus 27. 21:30 | Egyesült Államok (USA)            | 0–3 | Brazília (BRA) | Béke és Barátság stadion, Pireusz Nézőszám: 9380 Játékvezető: Umit Sokullu (TUR), Ryszard Dietrich (POL) |
| 2004. augusztus 27. 21:30 | (16–25, 17–25, 23–25) Jegyzőkönyv |     |                | Béke és Barátság stadion, Pireusz Nézőszám: 9380 Játékvezető: Umit Sokullu (TUR), Ryszard Dietrich (POL) |

Döntő
| 2004. augusztus 29. 14:30 | Olaszország (ITA)                        | 1–3 | Brazília (BRA) | Béke és Barátság stadion, Pireusz Nézőszám: 9350 Játékvezető: Hiroyuki Ito (JPN), Ning Wang (CHN) |
| 2004. augusztus 29. 14:30 | (15–25, 26–24, 20–25, 22–25) Jegyzőkönyv |     |                | Béke és Barátság stadion, Pireusz Nézőszám: 9350 Játékvezető: Hiroyuki Ito (JPN), Ning Wang (CHN) |

| Csapat         | Helyezés |
| -------------- | -------- |
| Brazília (BRA) |          |

### Női
| #    | Név                    | Klub              | Kor                             | Magasság |
| ---- | ---------------------- | ----------------- | ------------------------------- | -------- |
| 1    | Walewska Oliveira      | Sirio Perugia     | 1979. október 1. (24 évesen)    | 190 cm   |
| 2    | Elisângela Oliveira    | Rexona Ades       | 1978. október 30. (25 évesen)   | 184 cm   |
| 3    | Érika Coimbra          | Finasa Osasco     | 1980. március 23. (24 évesen)   | 180 cm   |
| 5    | Marianne Steinbrecher  | Finasa Osasco     | 1983. augusztus 23. (20 évesen) | 188 cm   |
| 7    | Hélia Rogério Souza    | Sirio Perugia     | 1970. március 10. (34 évesen)   | 173 cm   |
| 8    | Valeska Menezes        | Finasa Osasco     | 1976. április 23. (28 évesen)   | 180 cm   |
| 9    | Welissa Gonzaga        | Rexona Ades       | 1982. szeptember 9. (21 évesen) | 180 cm   |
| 10   | Virna Dias             | Minas Tenis Clube | 1971. augusztus 31. (32 évesen) | 185 cm   |
| 11   | Ana Chagas             | Finasa Osasco     | 1971. október 18. (32 évesen)   | 179 cm   |
| 14   | Fernanda Venturini     | Finasa Osasco     | 1970. október 24. (33 évesen)   | 181 cm   |
| 15   | Arlene Xavier          | Finasa Osasco     | 1969. december 20. (34 évesen)  | 184 cm   |
| 16   | Fabiana Claudino       | Minas Tenis Clube | 1985. január 24. (19 évesen)    | 194 cm   |
| Edző |                        |                   |                                 |          |
|      | José Roberto Guimarães |                   |                                 |          |

- Kor: 2004. augusztus 12-i kora

#### Eredmények
Csoportkör
A csoport
|                   |      | Mérkőzések | Mérkőzések | Szettek | Szettek | Szettek | Pontok | Pontok | Pontok |
| Csapat            | Pont | Gy         | V          | Sz+     | Sz–     | SzA     | P+     | P–     | PA     |
| ----------------- | ---- | ---------- | ---------- | ------- | ------- | ------- | ------ | ------ | ------ |
| Brazília (BRA)    | 10   | 5          | 0          | 15      | 2       | 7,500   | 410    | 326    | 1,258  |
| Olaszország (ITA) | 9    | 4          | 1          | 14      | 3       | 4,667   | 392    | 305    | 1,285  |
| Dél-Korea (KOR)   | 8    | 3          | 2          | 9       | 7       | 1,286   | 355    | 352    | 1,009  |
| Japán (JPN)       | 7    | 2          | 3          | 6       | 10      | 0,600   | 346    | 343    | 1,009  |
| Görögország (GRE) | 6    | 1          | 4          | 5       | 12      | 0,417   | 349    | 383    | 0,911  |
| Kenya (KEN)       | 5    | 0          | 5          | 0       | 15      | 0,000   | 236    | 379    | 0,623  |

| 2004. augusztus 14. 14:00 | Japán (JPN)                       | 0–3 | Brazília (BRA) | Béke és Barátság stadion, Pireusz Nézőszám: 2600 Játékvezető: Frank Leuthaeusser (GER), Patrick Rachard (FRA) |
| 2004. augusztus 14. 14:00 | (21–25, 22–25, 21–25) Jegyzőkönyv |     |                | Béke és Barátság stadion, Pireusz Nézőszám: 2600 Játékvezető: Frank Leuthaeusser (GER), Patrick Rachard (FRA) |

| 2004. augusztus 16. 09:00 | Kenya (KEN)                       | 3–0 | Brazília (BRA) | Béke és Barátság stadion, Pireusz Nézőszám: 500 Játékvezető: Karin Zahorcova (CZE), Umit Sokullu (TUR) |
| 2004. augusztus 16. 09:00 | (16–25, 27–29, 12–25) Jegyzőkönyv |     |                | Béke és Barátság stadion, Pireusz Nézőszám: 500 Játékvezető: Karin Zahorcova (CZE), Umit Sokullu (TUR) |

| 2004. augusztus 18. 21:30 | Brazília (BRA)                                  | 3–2 | Olaszország (ITA) | Béke és Barátság stadion, Pireusz Nézőszám: 5300 Játékvezető: Patricia Salvatore (USA), Kun-Tae Kim (KOR) |
| 2004. augusztus 18. 21:30 | (19–25, 25–13, 22–25, 25–16, 15–13) Jegyzőkönyv |     |                   | Béke és Barátság stadion, Pireusz Nézőszám: 5300 Játékvezető: Patricia Salvatore (USA), Kun-Tae Kim (KOR) |

| 2004. augusztus 20. 16:00 | Görögország (GRE)                 | 0–3 | Brazília (BRA) | Béke és Barátság stadion, Pireusz Nézőszám: 8500 Játékvezető: Abdullah Al-Khelaifi (KSA), Fernando Nava (MEX) |
| 2004. augusztus 20. 16:00 | (22–25, 22–25, 11–25) Jegyzőkönyv |     |                | Béke és Barátság stadion, Pireusz Nézőszám: 8500 Játékvezető: Abdullah Al-Khelaifi (KSA), Fernando Nava (MEX) |

| 2004. augusztus 22. 19:30 | Brazília (BRA)                    | 3–0 | Dél-Korea (KOR) | Béke és Barátság stadion, Pireusz Nézőszám: 8020 Játékvezető: Dejan Jovanovic (SCG), Karin Zahorcova (CZE) |
| 2004. augusztus 22. 19:30 | (25–19, 25–18, 25–23) Jegyzőkönyv |     |                 | Béke és Barátság stadion, Pireusz Nézőszám: 8020 Játékvezető: Dejan Jovanovic (SCG), Karin Zahorcova (CZE) |

Negyeddöntő
| 2004. augusztus 24. 21:55 | Brazília (BRA)                                 | 3–2 | Egyesült Államok (USA) | Béke és Barátság stadion, Pireusz Nézőszám: 8150 Játékvezető: Patrick Rachard (FRA), Fotios Lekkas (GRE) |
| 2004. augusztus 24. 21:55 | (25–22, 25–20, 22–25, 25–27, 15–6) Jegyzőkönyv |     |                        | Béke és Barátság stadion, Pireusz Nézőszám: 8150 Játékvezető: Patrick Rachard (FRA), Fotios Lekkas (GRE) |

Elődöntő
| 2004. augusztus 26. 19:30 | Brazília (BRA)                                  | 2–3 | Oroszország (RUS) | Béke és Barátság stadion, Pireusz Nézőszám: 8150 Játékvezető: Kun-Tae Kim (KOR), Hiroyuki Ito (JPN) |
| 2004. augusztus 26. 19:30 | (25–18, 25–21, 22–25, 26–28, 14–16) Jegyzőkönyv |     |                   | Béke és Barátság stadion, Pireusz Nézőszám: 8150 Játékvezető: Kun-Tae Kim (KOR), Hiroyuki Ito (JPN) |

Bronzmérkőzés
| 2004. augusztus 28. 18:00 | Brazília (BRA)                           | 1–3 | Kuba (CUB) | Béke és Barátság stadion, Pireusz Nézőszám: 4200 Játékvezető: Jarmo Salonen (FIN), Ryszard Dietrich (POL) |
| 2004. augusztus 28. 18:00 | (22–25, 22–25, 25–14, 17–25) Jegyzőkönyv |     |            | Béke és Barátság stadion, Pireusz Nézőszám: 4200 Játékvezető: Jarmo Salonen (FIN), Ryszard Dietrich (POL) |

| Csapat         | Helyezés |
| -------------- | -------- |
| Brazília (BRA) | 4.       |

### Strandröplabda

#### Férfi
| Versenyző                      | Csoportkör | Csoportkör | Nyolcaddöntő                                                            | Negyeddöntő                                              | Elődöntő                                                            | Döntő                                                             | Helyezés |
| Versenyző                      | Ellenfél Eredmény | Hely.      | Ellenfél Eredmény                                                       | Ellenfél Eredmény                                        | Ellenfél Eredmény                                                   | Ellenfél Eredmény                                                 | Helyezés |
| ------------------------------ | --- | ---------- | ----------------------------------------------------------------------- | -------------------------------------------------------- | ------------------------------------------------------------------- | ----------------------------------------------------------------- | -------- |
| Emanuel Rego Ricardo Santos    | A csoport · Norvégia (NOR) · Bjorn Maaseide · Iver Horrem · 21-15, 19-21, 15-10 · Ausztrália (AUS) · Andrew Schacht · Joshua Slack · 21-17, 21-17 · Egyesült Államok (USA) · Dax Holdren · Stein Metzger · 21-17, 21-10       | 1.         | Norvégia (NOR) · Vegard Hoidalen · Jorre Kjemperud · 21-15, 19-21, 15-6 | Svájc (SUI) · Martin Laciga · Paul Laciga · 21-13, 21-16 | Svájc (SUI) · Patrick Heuscher · Stefan Kobel · 21-14, 19-21, 15-12 | Spanyolország (ESP) · Javier Bosma · Pablo Herrera · 21-16, 21-15 |          |
| Márcio Araújo Benjamin Insfran | B csoport · Franciaország (FRA) · Stéphane Canet · Mathieu Hamel · 21-13, 21-14 · Kuba (CUB) · Francisco Álvarez · Juan Rosell · 23-21, 22-20 · Németország (GER) · Christoph Dieckmann · Andreas Scheuerpflug · 20-22, 17-21 | 2.         | Svájc (SUI) · Martin Laciga · Paul Laciga · 19-21, 21-19, 12-15         | kiesett                                                  | kiesett                                                             | kiesett                                                           | 9.       |

#### Női
| Versenyző                       | Csoportkör | Csoportkör | Nyolcaddöntő                                                                   | Negyeddöntő                                                              | Elődöntő                                                          | Döntő                                                           | Helyezés |
| Versenyző                       | Ellenfél Eredmény | Hely.      | Ellenfél Eredmény                                                              | Ellenfél Eredmény                                                        | Ellenfél Eredmény                                                 | Ellenfél Eredmény                                               | Helyezés |
| ------------------------------- | --- | ---------- | ------------------------------------------------------------------------------ | ------------------------------------------------------------------------ | ----------------------------------------------------------------- | --------------------------------------------------------------- | -------- |
| Shelda Bede Adriana Behar       | B csoport · Dél-afrikai Köztársaság (RSA) · Leigh-Ann Naidoo · Julia Willand · 21-7, 21-10 · Olaszország (ITA) · Daniela Gattelli · Lucilla Perrotta · 21-17, 21-17 · Kuba (CUB) · Dalixia Fernandez · Tamara Larrea · 21-14, 21-19 | 1.         | Bulgária (BUL) · Cvetelina Jancsulova · Petya Jancsulova · 18-21, 21-16, 15-11 | Brazília (BRA) · Ana Paula Connelly · Sandra Pires · 15-21, 21-13, 15-13 | Ausztrália (AUS) · Natalie Cook · Nicole Sanderson · 21-17, 21-16 | Egyesült Államok (USA) · Misty May · Kerri Walsh · 17-21, 11-21 |          |
| Ana Paula Connelly Sandra Pires | C csoport · Norvégia (NOR) · Nila Ann Hakedal · Ingrid Torlen · 21-18, 21-19 · Görögország (GRE) · Vaszilikí Arvaníti · Efthália Kutrumanídu · 21-13, 21-14 · Németország (GER) · Susanne Lahme · Danja Musch · 21-18, 15-21, 11-15 | 2.         | Görögország (GRE) · Effroszíni Szfirí · Vaszilikí Karandásziu · 21-16, 21-19   | Brazília (BRA) · Shelda Bede · Adriana Behar · 21-15, 13-21, 13-15       | kiesett                                                           | kiesett                                                         | 5.       |

## Sportlövészet
Férfi
| Versenyző      | Versenyszám | Selejtező | Selejtező | Döntő   | Döntő    |
| Versenyző      | Versenyszám | Pont      | Helyezés  | Pont    | Helyezés |
| -------------- | ----------- | --------- | --------- | ------- | -------- |
| Rodrigo Bastos | Trap        | 117       | 14.*      | kiesett | kiesett  |

* - négy másik versenyzővel azonos eredményt ért el

## Szinkronúszás
| Versenyző                      | Versenyszám | Technikai gyakorlat | Technikai gyakorlat | Selejtező        | Selejtező        | Selejtező  | Selejtező  | Döntő            | Döntő            | Döntő      | Döntő      | Helyezés |
| Versenyző                      | Versenyszám | Technikai gyakorlat | Technikai gyakorlat | Szabad gyakorlat | Szabad gyakorlat | Összesítés | Összesítés | Szabad gyakorlat | Szabad gyakorlat | Összesítés | Összesítés | Helyezés |
| Versenyző                      | Versenyszám | Pont                | Hely.               | Pont             | Hely.            | Pont       | Hely.      | Pont             | Hely.            | Pont       | Hely.      | Helyezés |
| ------------------------------ | ----------- | ------------------- | ------------------- | ---------------- | ---------------- | ---------- | ---------- | ---------------- | ---------------- | ---------- | ---------- | -------- |
| Carolina Moraes Isabela Moraes | Páros       | 45,167              | 12.                 | 45,584           | 12.              | 90,751     | 12.        | 45,750           | 12.              | 90,917     | 12.        | 12.      |

## Taekwondo
Férfi
| Versenyző        | Versenyszám | Nyolcaddöntő               | Negyeddöntő           | Elődöntő          | Vigaszág első kör          | Vigaszág elődöntő               | Bronz- mérkőzés              | Döntő             | Helyezés |
| Versenyző        | Versenyszám | Ellenfél Eredmény          | Ellenfél Eredmény     | Ellenfél Eredmény | Ellenfél Eredmény          | Ellenfél Eredmény               | Ellenfél Eredmény            | Ellenfél Eredmény | Helyezés |
| ---------------- | ----------- | -------------------------- | --------------------- | ----------------- | -------------------------- | ------------------------------- | ---------------------------- | ----------------- | -------- |
| Marcel Wenceslau | Légsúly     | Tamer Bayoumi (EGY) · 2-10 | kiesett               | kiesett           |                            |                                 |                              |                   | 11.      |
| Diogo da Silva   | Pehelysúly  | Luis García (VEN) · 6-5    | Hádi Szái (IRI) · 6-8 |                   | Carlo Molfetta (ITA) · WDR | Gabriel Sagastume (GUA) · 12-10 | Szong Mjongszop (KOR) · 7-12 |                   | 4.       |

Női
| Versenyző         | Versenyszám | Nyolcaddöntő            | Negyeddöntő               | Elődöntő                  | Vigaszág első kör | Vigaszág elődöntő               | Bronz- mérkőzés             | Döntő             | Helyezés |
| Versenyző         | Versenyszám | Ellenfél Eredmény       | Ellenfél Eredmény         | Ellenfél Eredmény         | Ellenfél Eredmény | Ellenfél Eredmény               | Ellenfél Eredmény           | Ellenfél Eredmény | Helyezés |
| ----------------- | ----------- | ----------------------- | ------------------------- | ------------------------- | ----------------- | ------------------------------- | --------------------------- | ----------------- | -------- |
| Natália Falavigna | Nehézsúly   | Tina Morgan (AUS) · 7-2 | Laurence Rase (BEL) · 8-4 | Csen Csung-ho (CHN) · 5-8 |                   | Daniela Castrignano (ITA) · 6-3 | Adriana Carmona (VEN) · 4-7 |                   | 4.       |

WDR - visszalépett

## Tenisz
Férfi
| Versenyző               | Versenyszám | 64-es főtábla                       | 32-es főtábla                                               | Nyolcaddöntő                                            | Negyeddöntő       | Elődöntő          | Bronz- mérkőzés   | Döntő             | Helyezés |
| Versenyző               | Versenyszám | Ellenfél Eredmény                   | Ellenfél Eredmény                                           | Ellenfél Eredmény                                       | Ellenfél Eredmény | Ellenfél Eredmény | Ellenfél Eredmény | Ellenfél Eredmény | Helyezés |
| ----------------------- | ----------- | ----------------------------------- | ----------------------------------------------------------- | ------------------------------------------------------- | ----------------- | ----------------- | ----------------- | ----------------- | -------- |
| Flávio Saretta          | Egyes       | Andy Roddick (USA) · 3-6, 6-7       | kiesett                                                     | kiesett                                                 | kiesett           | kiesett           | kiesett           | kiesett           | 33.      |
| Gustavo Kuerten         | Egyes       | Nicolás Massú (CHI) · 3-6, 7-5, 4-6 | kiesett                                                     | kiesett                                                 | kiesett           | kiesett           | kiesett           | kiesett           | 33.      |
| André Sá Flávio Saretta | Páros       |                                     | Spanyolország (ESP) · Carlos Moyà · Rafael Nadal · 7-6, 6-1 | Zimbabwe (ZIM) · Wayne Black · Kevin Ullyett · 3-6, 4-6 | kiesett           | kiesett           | kiesett           | kiesett           | 9.       |

## Torna
Férfi
| Versenyző        | Versenyszám      | Selejtező | Selejtező | Döntő    | Döntő    |
| Versenyző        | Versenyszám      | Pontszám  | Helyezés  | Pontszám | Helyezés |
| ---------------- | ---------------- | --------- | --------- | -------- | -------- |
| Mosiah Rodrigues | Talaj            | 9,075     | 58.       | kiesett  | kiesett  |
| Mosiah Rodrigues | Ugrás            | 9,262     |           | kiesett  | kiesett  |
| Mosiah Rodrigues | Korlát           | 8,800     | 67.       | kiesett  | kiesett  |
| Mosiah Rodrigues | Nyújtó           | 9,562     | 32.       | kiesett  | kiesett  |
| Mosiah Rodrigues | Gyűrű            | 8,600     | 71.       | kiesett  | kiesett  |
| Mosiah Rodrigues | Lólengés         | 9,600     | 21.       | kiesett  | kiesett  |
| Mosiah Rodrigues | Egyéni összetett | 54,899    | 33.       | kiesett  | kiesett  |

Női
| Versenyző                                                                                        | Versenyszám      | Selejtező | Selejtező | Döntő    | Döntő    |
| Versenyző                                                                                        | Versenyszám      | Pontszám  | Helyezés  | Pontszám | Helyezés |
| ------------------------------------------------------------------------------------------------ | ---------------- | --------- | --------- | -------- | -------- |
| Camila Comin                                                                                     | Talaj            | 9,137     | 41.       | kiesett  | kiesett  |
| Camila Comin                                                                                     | Ugrás            | 9,200     |           | kiesett  | kiesett  |
| Camila Comin                                                                                     | Felemás korlát   | 9,412     | 30.       | kiesett  | kiesett  |
| Camila Comin                                                                                     | Gerenda          | 8,662     | 57.       | kiesett  | kiesett  |
| Camila Comin                                                                                     | Egyéni összetett | 36,411    | 26.       | 36,074   | 16.      |
| Daniele Hypólito                                                                                 | Talaj            | 9,187     | 36.       | kiesett  | kiesett  |
| Daniele Hypólito                                                                                 | Ugrás            | 8,987     |           | kiesett  | kiesett  |
| Daniele Hypólito                                                                                 | Felemás korlát   | 9,575     | 14.       | kiesett  | kiesett  |
| Daniele Hypólito                                                                                 | Gerenda          | 9,337     | 20.       | kiesett  | kiesett  |
| Daniele Hypólito                                                                                 | Egyéni összetett | 37,086    | 16.       | 36,961   | 12.      |
| Caroline Molinari                                                                                | Felemás korlát   | 7,512     | 83.       | kiesett  | kiesett  |
| Caroline Molinari                                                                                | Egyéni összetett | 7,512     | 98.       | kiesett  | kiesett  |
| Ana Paula Rodrigues                                                                              | Talaj            | 9,037     | 50.       | kiesett  | kiesett  |
| Ana Paula Rodrigues                                                                              | Ugrás            | 9,087     |           | kiesett  | kiesett  |
| Ana Paula Rodrigues                                                                              | Felemás korlát   | 9,375     | 35.       | kiesett  | kiesett  |
| Ana Paula Rodrigues                                                                              | Gerenda          | 8,887     | 47.       | kiesett  | kiesett  |
| Ana Paula Rodrigues                                                                              | Egyéni összetett | 36,386    | 27.       | kiesett  | kiesett  |
| Daiane dos Santos                                                                                | Talaj            | 9,637     | 3.        | 9,375    | 5.       |
| Daiane dos Santos                                                                                | Ugrás            | 9,250     |           | kiesett  | kiesett  |
| Daiane dos Santos                                                                                | Felemás korlát   | 8,800     | 67.       | kiesett  | kiesett  |
| Daiane dos Santos                                                                                | Egyéni összetett | 27,687    | 74.       | kiesett  | kiesett  |
| Laís Souza                                                                                       | Talaj            | 8,675     | 63.       | kiesett  | kiesett  |
| Laís Souza                                                                                       | Ugrás            | 9,387     |           | kiesett  | kiesett  |
| Laís Souza                                                                                       | Felemás korlát   | 8,762     | 69.       | kiesett  | kiesett  |
| Laís Souza                                                                                       | Gerenda          | 9,375     | 18.       | kiesett  | kiesett  |
| Laís Souza                                                                                       | Egyéni összetett | 36,199    | 34.       | kiesett  | kiesett  |
| Camila Comin Daniele Hypólito Caroline Molinari Ana Paula Rodrigues Daiane dos Santos Laís Souza | Csapat összetett | 147,345   | 9.        | kiesett  | kiesett  |

### Ritmikus gimnasztika
| Versenyző                                                                                              | Versenyszám | Selejtező | Selejtező | Selejtező           | Selejtező           | Selejtező | Selejtező | Döntő   | Döntő   | Döntő               | Döntő               | Döntő    | Döntő    | Helyezés |
| Versenyző                                                                                              | Versenyszám | 5 kötél   | 5 kötél   | 3 karika és 2 labda | 3 karika és 2 labda | Összesen  | Összesen  | 5 kötél | 5 kötél | 3 karika és 2 labda | 3 karika és 2 labda | Összesen | Összesen | Helyezés |
| Versenyző                                                                                              | Versenyszám | Pont      | Hely.     | Pont                | Hely.               | Pont      | Hely.     | Pont    | Hely.   | Pont                | Hely.               | Pont     | Hely.    | Helyezés |
| --- | ----------- | --------- | --------- | ------------------- | ------------------- | --------- | --------- | ------- | ------- | ------------------- | ------------------- | -------- | -------- | -------- |
| Larissa Barata Fernanda Cavalieri Ana Maria Maciel Tayanne Mantovaneli Jennifer Oliveira Dayane Camilo | Csapat      | 21,450    | 7.        | 23,500              | 6.                  | 44,950    | 7.        | 21,900  | 8.      | 22,500              | 8.                  | 44,400   | 8.       | 8.       |

## Triatlon
| Versenyző                | Versenyszám | 1,5 km úszás | 1,5 km úszás | 40 km kerékpározás | 40 km kerékpározás | 10 km futás      | 10 km futás      | Összesítés    | Összesítés    |
| Versenyző                | Versenyszám | Idő          | Hely.        | Idő                | Hely.              | Idő              | Hely.            | Idő           | Helyezés      |
| ------------------------ | ----------- | ------------ | ------------ | ------------------ | ------------------ | ---------------- | ---------------- | ------------- | ------------- |
| Juraci Moreira Júnior    | Férfi       | 18:27        | 42.          | 1:09:20            | 46.                | 34:07            | 28.              | 2:02:35,99    | 41.           |
| Leandro de Macedo        | Férfi       | 18:25        | 40.          | 1:05:14            | 34.*               | 33:22            | 20.              | 1:57:39,36    | 31.           |
| Paulo Henrique Miyashiro | Férfi       | 17:57        | 2.           | 1:05:41            | 43.                | 33:57            | 27.              | 1:58:16,76    | 34.           |
| Carla Moreno             | Női         | 19:48        | 30.          | nem teljesítette   | nem teljesítette   | nem teljesítette | nem teljesítette | nem ért célba | nem ért célba |
| Mariana Ohata            | Női         | 20:33        | 36.          | 1:15:49            | 36.                | 39:47            | 34.              | 2:16:52,97    | 37.           |
| Sandra Soldan            | Női         | 19:41        | 18.          | nem teljesítette   | nem teljesítette   | nem teljesítette | nem teljesítette | nem ért célba | nem ért célba |

* - egy másik versenyzővel azonos időt ért el

## Úszás
Férfi
| Versenyző                                                       | Versenyszám            | Előfutam | Előfutam | Előfutam | Elődöntő | Elődöntő | Elődöntő | Döntő   | Döntő    |
| Versenyző                                                       | Versenyszám            | Idő      | Hely.    | Össz.    | Idő      | Hely.    | Össz.    | Idő     | Helyezés |
| --------------------------------------------------------------- | ---------------------- | -------- | -------- | -------- | -------- | -------- | -------- | ------- | -------- |
| Fernando Scherer                                                | 50 m gyors             | 22,52    | 2.       | 14.*     | 22,27    | 7.       | 11.      | kiesett | kiesett  |
| Jader Souza                                                     | 100 m gyors            | 50,67    | 8.       | 33.*     | kiesett  | kiesett  | kiesett  | kiesett | kiesett  |
| Rodrigo Castro                                                  | 200 m gyors            | 1:50,27  | 6.       | 20.      | kiesett  | kiesett  | kiesett  | kiesett | kiesett  |
| Bruno Bonfim                                                    | 400 m gyors            | 3:59,96  | 6.       | 34.      |          |          |          | kiesett | kiesett  |
| Paulo Maurício Machado                                          | 100 m hát              | 57,07    | 7.       | 32.      | kiesett  | kiesett  | kiesett  | kiesett | kiesett  |
| Rogério Romero                                                  | 200 m hát              | 2:00,60  | 7.       | 11.      | 2:00,48  | 7.       | 15.      | kiesett | kiesett  |
| Eduardo Fischer                                                 | 100 m mell             | 1:01,84  | 4.       | 11.      | 1:02,07  | 8.       | 15.      | kiesett | kiesett  |
| Eduardo Fischer                                                 | 200 m mell             | 2:16,04  | 2.       | 24.      | kiesett  | kiesett  | kiesett  | kiesett | kiesett  |
| Gabriel Mangabeira                                              | 100 m pillangó         | 52,76    | 4.       | 11.      | 52,33    | 4.       | 5.       | 52,34   | 6.       |
| Kaio Almeida                                                    | 100 m pillangó         | 53,22    | 7.       | 17.      | kiesett  | kiesett  | kiesett  | kiesett | kiesett  |
| Kaio Almeida                                                    | 200 m pillangó         | 1:59,23  | 8.       | 19.      | kiesett  | kiesett  | kiesett  | kiesett | kiesett  |
| Diogo Yabe                                                      | 200 m vegyes           | 2:03,86  | 6.       | 26.      | kiesett  | kiesett  | kiesett  | kiesett | kiesett  |
| Thiago Pereira                                                  | 200 m vegyes           | 2:01,12  | 3.       | 5.       | 2:00,07  | 2.       | 4.       | 2:00,11 | 5.       |
| Thiago Pereira                                                  | 400 m vegyes           | 4:22,06  | 5.       | 17.      |          |          |          | kiesett | kiesett  |
| Lucas Salatta                                                   | 400 m vegyes           | 4:23,01  | 7.       | 19.      |          |          |          | kiesett | kiesett  |
| Gustavo Borges Rodrigo Castro Carlos Jayme Jader Souza          | 4 × 100 m gyorsváltó   | 3:20,20  | 6.       | 12.      |          |          |          | kiesett | kiesett  |
| Bruno Bonfim Rodrigo Castro Carlos Jayme Rafael Mósca           | 4 × 200 m gyorsváltó   | 7:22,70  | 5.       | 9.       |          |          |          | kiesett | kiesett  |
| Kaio Almeida Eduardo Fischer Paulo Maurício Machado Jader Souza | 4 × 100 m vegyes váltó | 3:44,41  | 7.       | 15.      |          |          |          | kiesett | kiesett  |

Női
| Versenyző                                                       | Versenyszám          | Előfutam | Előfutam | Előfutam | Elődöntő | Elődöntő | Elődöntő | Döntő   | Döntő    |
| Versenyző                                                       | Versenyszám          | Idő      | Hely.    | Össz.    | Idő      | Hely.    | Össz.    | Idő     | Helyezés |
| --------------------------------------------------------------- | -------------------- | -------- | -------- | -------- | -------- | -------- | -------- | ------- | -------- |
| Flávia Delaroli                                                 | 50 m gyors           | 25,40    | 5.       | 9.       | 25,17    | 5.*      | 7.*      | 25,20   | 8.       |
| Rebeca Gusmão                                                   | 50 m gyors           | 25,64    | 5.       | 14.      | 25,31    | 4.       | 11.      | kiesett | kiesett  |
| Rebeca Gusmão                                                   | 100 m gyors          | 56,26    | 7.       | 20.      | kiesett  | kiesett  | kiesett  | kiesett | kiesett  |
| Mariana Brochado                                                | 200 m gyors          | 2:02,91  | 8.       | 23.      | kiesett  | kiesett  | kiesett  | kiesett | kiesett  |
| Monique Ferreira                                                | 400 m gyors          | 4:13,75  | 8.       | 19.      |          |          |          | kiesett | kiesett  |
| Joanna Maranhão                                                 | 200 m vegyes         | 2:16,21  | 4.       | 12.      | 2:15,43  | 5.       | 11.      | kiesett | kiesett  |
| Joanna Maranhão                                                 | 400 m vegyes         | 4:42,01  | 3.       | 6.       |          |          |          | 4:40,00 | 5.       |
| Renata Burgos Flávia Delaroli Rebeca Gusmão Tatiana Lemos       | 4 × 100 m gyorsváltó | 3:45,38  | 5.*      | 11.*     |          |          |          | kiesett | kiesett  |
| Paula Baracho Mariana Brochado Monique Ferreira Joanna Maranhão | 4 × 200 m gyorsváltó | 8:05,58  | 4.       | 7.       |          |          |          | 8:05,29 | 7.       |

* - egy másik versenyzővel/váltóval azonos időt ért el

## Vitorlázás
Férfi
| Versenyző                         | Versenyszám     | Futam | Futam | Futam | Futam | Futam | Futam | Futam | Futam | Futam | Futam | Futam | Pontszám | Helyezés |
| Versenyző                         | Versenyszám     | 1     | 2     | 3     | 4     | 5     | 6     | 7     | 8     | 9     | 10    | 11    | Pontszám | Helyezés |
| --------------------------------- | --------------- | ----- | ----- | ----- | ----- | ----- | ----- | ----- | ----- | ----- | ----- | ----- | -------- | -------- |
| Ricardo Winicki                   | Szörfvitorlázás | 4     | 6     | 2     | 1     | 5     | 17    | 7     | 2     | 9     | 1     | 17    | 54       | 4.       |
| João Signorini                    | Finn dingi      | 15    | 9     | 21    | 15    | 21    | 4     | 5     | 6     | 12    | 9     | 17    | 113      | 10.      |
| Alexandre Paradeda Bernardo Arndt | 470-es osztály  | 5     | 1     | 14    | 19    | 4     | 10    | 17    | 20    | 24    | 9     | 5     | 104      | 8.       |
| Torben Grael Marcelo Ferreira     | Csillaghajó     | 5     | 4     | 1     | 1     | 2     | 5     | 2     | 7     | 11    | 4     |       | 42       |          |

Női
| Versenyző                        | Versenyszám     | Futam | Futam | Futam | Futam | Futam | Futam | Futam | Futam | Futam | Futam | Futam | Pontszám | Helyezés |
| Versenyző                        | Versenyszám     | 1     | 2     | 3     | 4     | 5     | 6     | 7     | 8     | 9     | 10    | 11    | Pontszám | Helyezés |
| -------------------------------- | --------------- | ----- | ----- | ----- | ----- | ----- | ----- | ----- | ----- | ----- | ----- | ----- | -------- | -------- |
| Carolina Borges                  | Szörfvitorlázás | 25    | 20    | 24    | 24    | 21    | 23    | 24    | 24    | 25    | 22    | 22    | 229      | 25.      |
| Fernanda Oliveira Adriana Kostiw | 470-es osztály  | 21    | 18    | 19    | 16    | 16    | 3     | 6     | 15    | 15    | 5     | 6     | 119      | 17.      |

Nyílt
| Versenyző                              | Versenyszám        | Futam | Futam | Futam | Futam | Futam | Futam | Futam | Futam | Futam | Futam | Futam | Futam | Futam | Futam | Futam | Futam | Pontszám | Helyezés |
| Versenyző                              | Versenyszám        | 1     | 2     | 3     | 4     | 5     | 6     | 7     | 8     | 9     | 10    | 11    | 12    | 13    | 14    | 15    | 16    | Pontszám | Helyezés |
| -------------------------------------- | ------------------ | ----- | ----- | ----- | ----- | ----- | ----- | ----- | ----- | ----- | ----- | ----- | ----- | ----- | ----- | ----- | ----- | -------- | -------- |
| Robert Scheidt                         | Laser              | 3     | 8     | 1     | 3     | 8     | 4     | 19    | 12    | 7     | 3     | 6     |       |       |       |       |       | 55       |          |
| André da Fonseca Rodrigo Duarte        | Könnyű 49-es dingi | 2     | 4     | 13    | 13    | 3     | 3     | 5     | 12    | 10    | 12    | 5     | 15    | 12    | 10    | 8     | 5     | 104      | 6.       |
| Maurício Santa Cruz João Carlos Jordão | Tornádó            | 13    | 17    | 16    | 15    | 16    | 17    | 17    | 16    | 13    | 16    | 16    |       |       |       |       |       | 155      | 17.      |

## Vívás
Férfi
| Versenyző     | Versenyszám  | Selejtező                       | 32-es főtábla                     | Nyolcaddöntő      | Negyeddöntő       | Elődöntő          | Bronz- mérkőzés   | Döntő             | Helyezés |
| Versenyző     | Versenyszám  | Ellenfél Eredmény               | Ellenfél Eredmény                 | Ellenfél Eredmény | Ellenfél Eredmény | Ellenfél Eredmény | Ellenfél Eredmény | Ellenfél Eredmény | Helyezés |
| ------------- | ------------ | ------------------------------- | --------------------------------- | ----------------- | ----------------- | ----------------- | ----------------- | ----------------- | -------- |
| Renzo Agresta | Kard, egyéni | Mohammed er-Rebái (TUN) · 15-14 | Volodimir Lukasenko (UKR) · 10-15 | kiesett           | kiesett           | kiesett           | kiesett           | kiesett           | 32.      |

Női
| Versenyző      | Versenyszám  | 32-es főtábla                | Nyolcaddöntő      | Negyeddöntő       | Elődöntő          | Bronz- mérkőzés   | Döntő             | Helyezés |
| Versenyző      | Versenyszám  | Ellenfél Eredmény            | Ellenfél Eredmény | Ellenfél Eredmény | Ellenfél Eredmény | Ellenfél Eredmény | Ellenfél Eredmény | Helyezés |
| -------------- | ------------ | ---------------------------- | ----------------- | ----------------- | ----------------- | ----------------- | ----------------- | -------- |
| Maria Herklotz | Tőr, egyéni  | Nam Hjonhi (KOR) · 6-15      | kiesett           | kiesett           | kiesett           | kiesett           | kiesett           | 20.      |
| Élora Pattaro  | Kard, egyéni | Yelena Jemayeva (AZE) · 8-15 | kiesett           | kiesett           | kiesett           | kiesett           | kiesett           | 22.      |